# Geschichte der Sklaverei

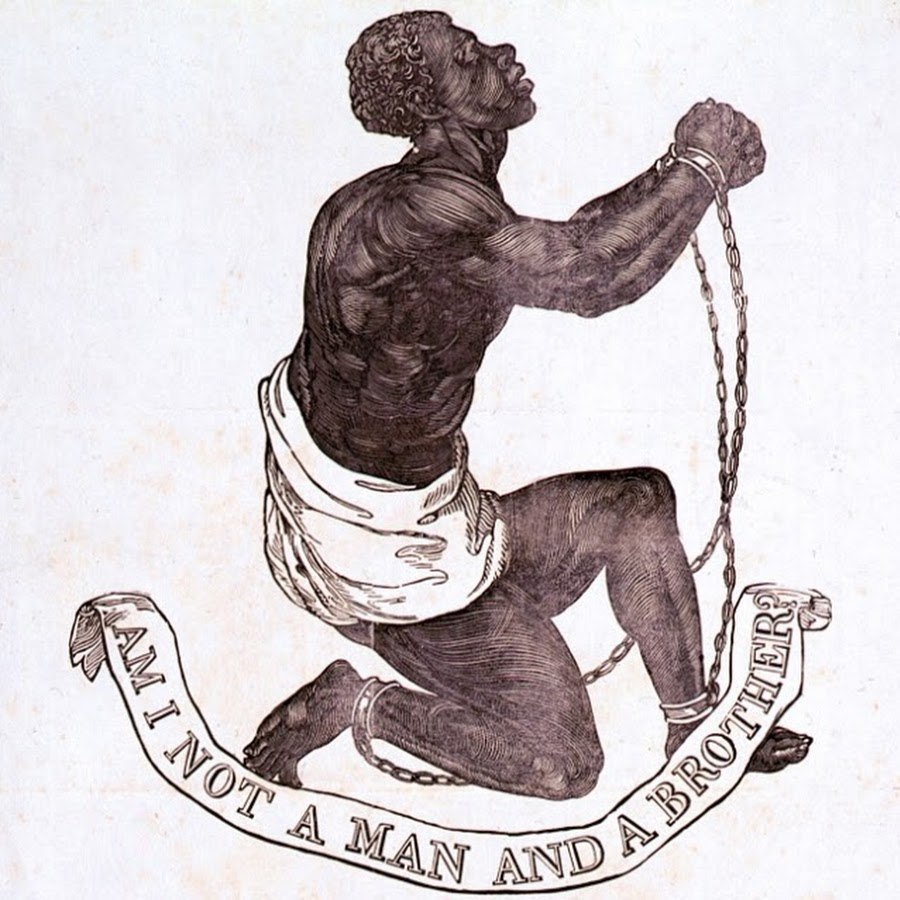
Medaille der britischen Anti-Slavery Society (1795)

Die Geschichte der Sklaverei umfasst die Entwicklung der Behandlung von Menschen als Eigentum oder Handelsware anderer Menschen von der Frühgeschichte bis zur Gegenwart. Sklaverei begann, soweit sie in Form von Gesetzestexten, Kaufverträgen und Ähnlichem dokumentiert ist, in den frühesten Hochkulturen der Menschheit, zuerst in Mesopotamien, wo sie unter anderem im babylonischen Codex Hammurapi (18. Jahrhundert v. Chr.) verankert war. Sklaverei bestand auch im Alten Ägypten, besonders nachvollziehbar ist sie in Griechenland (Sklaverei im antiken Griechenland) und Rom (Sklaverei im Römischen Reich) dokumentiert. Der Umgang mit Sklaven wurde für das jüdische Palästina im Alten Testament geregelt (zum Beispiel Levitikus 25:44–46).
Im frühen europäischen Mittelalter handelten unter anderem Chasaren, Waräger und Wikinger mit Sklaven. Letzteres belegt der Fund einer Sklavenkette aus dem 4. oder 5. Jahrhundert in Dänemark. Die These, dass maßgeblich Juden am mittelalterlichen Sklavenhandel in Europa beteiligt gewesen seien, wird bestritten. Für den Zeitraum zwischen dem 10. und dem 12. Jahrhundert lässt sich für die Sachsen vom Ostfrankenreich aus Handel mit slawischen Sklaven nachweisen. Im Christentum war es verboten, Christen zu erwerben oder zu verkaufen. Nach der zunehmenden Christianisierung der slawischen Stämme verschwand die Sklaverei zwar aus Mitteleuropa, gewann aber umso größere Bedeutung südlich der Alpen, so etwa in den italienischen Seerepubliken, im Schwarzmeerraum, auf dem Balkan und im Nahen Osten. Denn im Mittelmeerraum ergaben sich mit Ausweitung der Handelsbeziehungen neue Möglichkeiten, die auch zu Raub und Piraterie anregten. So boten etwa die Konflikte zwischen christlichen und islamischen Gesellschaften und die daraus wechselseitig anfallenden Gefangenen oder Entführten eine ständige Quelle neuer Sklaven.
Noch weitere Verbreitung erlangte die Sklaverei in der Neuzeit mit der Ausdehnung des europäischen Seehandels und der Gründung europäischer Kolonien, vor allem auf dem amerikanischen Kontinent. Dieser war so dünn besiedelt und bot den Kolonisten so wenig geeignete einheimische Arbeitskräfte, dass zum Aufbau der Plantagenökonomien, auf deren Profitabilität diese Kolonien jahrhundertelang basieren sollten, Millionen afrikanischer Sklaven importiert wurden.
Während die Sklaverei in den europäischen Kulturen am besten dokumentiert ist, bestand sie traditionell auch in vielen außereuropäischen Kulturen, zum Beispiel bei den nordamerikanischen Indianern und in Westafrika. Auch für die arabisch-muslimischen Gesellschaften ist es erwiesen, dass diese trotz der im Koran enthaltenen Heilsversprechen, die an die Freilassung von Sklaven geknüpft sind, über vierzehn Jahrhunderte hinweg bis in die Gegenwart verschiedene Formen der Versklavung pflegten.
Vom ausgehenden 18. Jahrhundert an wurden Sklavenhandel und Sklaverei weltweit allmählich per Gesetz abgeschafft. Internationale Abkommen gegen die Sklaverei wurden u. a. in den Jahren 1926 und 1956 geschlossen. Als letztes Land der Erde hob Mauretanien 1980 seine bis dahin noch bestehenden Sklavereigesetze auf, wobei Sklaverei in Mauretanien weiterhin existiert.

## Frühgeschichte und Antike

### Anfänge
Der Beginn und die Entstehung der Sklaverei liegen im Dunkeln, Michal Zeuske nimmt an, „dass erste Sklavereien mit der Neolithisierung, also der Herausbildung jungsteinzeitlicher Landwirtschaft, früher befestigter Siedlungen und Viehhaltungswirtschaften“, auftraten. Entsprechende archäologische Nachweise gibt es für Opfersklaverei und Totenfolge. Entwickelte Formen der Sklaverei gingen „mit der Entstehung der Schriftlichkeit und der Bildung von frühen Stadtstaaten und Imperien zusammen“, der Sklavenhandel „mit Razzienkriegen (Überfälle leichtbewaffneter und schneller Krieger, die auf Zerstörung, Schrecken und Menschenraub ausgerichtet waren), der Vergabe von Kriegsgefangenen an Eliten sowie dem Austausch von «Geschenken» zwischen Herrschern.“

### Eisenzeitliches Europa

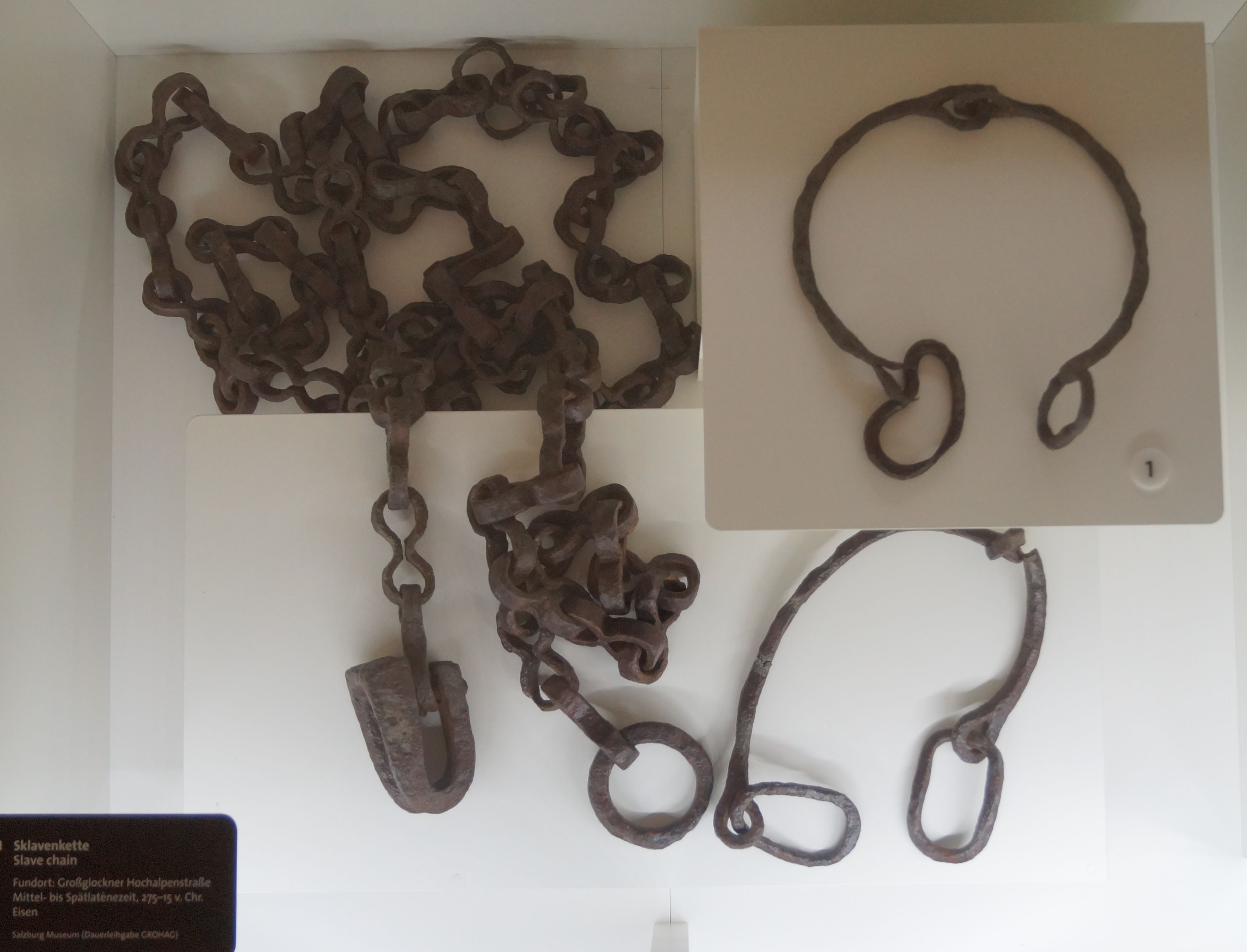
Sklavenkette aus Eisen, Hallein, Österreich

Nach Timothy Taylor (2001) sind aus dem eisenzeitlichen Europa ab ca. 800 v. Chr. fast 50 Sklavenketten bekannt, etwa aus Hay Hill, Lord’s Bridge, Cambridge. In Deutschland sind dies Bad Nauheim (Wetteraukreis), Handschelle mit Scharnier, Manching (Lkr. Pfaffenhofen a. d. Ilm) und Römhild („Steinsburg“), in Österreich Au am Leithaberge und Hallein, in der Schweiz zum Beispiel Basel-Gasfabrik. Im Moor von Llyn Cerrig Bach, Anglesey, in Wales deponierte vermutlich ein Sklavenhändler zwei eiserne Sklavenketten mit Halsringen als Weiheopfer. Die Ketten gehörten in verschiedene Kulturen der Kelten in der Hallstattzeit und der Latènezeit.
Nach Diodor (V.26) konnte ein italischer Kaufmann in Gallien für eine Amphore Wein einen Sklavenjungen eintauschen. Der Sklavenhandel mit Galliern war nach Beendigung des Gallischen Krieges ein wichtiger Wirtschaftsfaktor geworden.
Im inselkeltischen Bereich war Sklaverei verbunden mit der Menschen„beute“ bei Kriegszügen und mit der Schuldknechtschaft. Der Sklave (mug) und die Sklavin (cumal) zählten zum Stand der verachteten Unfreien. Ihre häufige Herkunft aus der Kriegsbeute ist etymologisch zu erkennen: altirisch cacht, walisisch caeth, caethweision (Maskulinum) und caethverched (Femininum) sind verwandt mit lateinisch captus und germanisch *haftaz, alles mit der Bedeutung „Gefangener“, aber auch „Sklave“. Der heilige Patrick musste in Irland nach seiner Entführung sechs Jahre Sklave sein.
Die Sklavin (cumal) zählte in der inselkeltischen Rechtsprechung als Währungseinheit – ein cumal entsprach dem Wert von zehn Kühen.

### Mesopotamien
In den Stadtstaaten Mesopotamiens war der Besitz von Tempelsklaven (širkus) aus der Kriegsbeute für den Haupttempel als größten Grundbesitzer, den der Stadtherrscher kontrollierte, normal. Der Codex Hammurapi (um 1750 v. Chr.) unterscheidet Sklavenrecht von Rechtsbestimmungen für freie Vollbürger, spiegelt also eine Sklavenhaltergesellschaft. So musste jemand, der den Tod eines Sklaven (sumerisch GEME; akkadisch amata) verursachte, dessen Besitzer den seinerzeit gezahlten Kaufpreis erstatten oder einen neuen Sklaven als Ersatz anbieten.
Unter Rim-Sin von Larsa war gallabu (Kennzeichner von Sklaven) ein eigener Beruf. Aus der Regierungszeit von Rim-Anum von Uruk (um 1800 v. Chr.) sind 20 Texte über Kriegsgefangene (asîru) bekannt. Darunter wird ein Haus der Gefangenen (bit asiri) mit eigenen Aufsehern erwähnt, das auch in altbabylonischen Texten vorkommt. Diese Gefangenen wurden als Sklaven etwa von Brauern, Webern und Lastträgern eingesetzt. Sie mahlten offenbar auch Mehl für sich selbst, königliche Beamte und Arbeiter des bît šaprim. Einige wurden vermutlich freigekauft, wie es der Codex Hammurapi vorsah. Weibliche Kriegsgefangene (asîrtu) wurden oft zu Konkubinen gemacht (Feigin 1934).
In neubabylonischer Zeit Mesopotamiens ist die Existenz von Sklaven (ardu oder qallu) nicht durch Gesetzestexte, aber durch Keilschrifturkunden aus zahlreichen Privatarchiven belegt. Sklaven wurden verschenkt, bildeten den Teil einer Mitgift und wurden oft weiterverliehen, um eine Schuld zu begleichen. Sie wurden vielfach schon im Haushalt ihrer Herren geboren, stammten aber größtenteils von verkauften Kriegsgefangenen oder verurteilten Verbrechern ab. Sie wurden gern als Lehrlinge zu Handwerkern gegeben; dabei konnte der Vertrag Strafen festlegen, wenn der Handwerker sie nicht angemessen ausbildete.
Die in der griechisch-römischen Antike später übliche Schuldknechtschaft ist aus dieser Zeit nicht häufig überliefert. Die Freilassung eines Sklaven wurde auf einer Tontafel festgehalten.

### Altes Ägypten
Im Gegensatz zur weit verbreiteten Auffassung gab es in Ägypten nur wenige Menschen, die Sklaven im engeren Sinn waren, meistens Kriegsgefangene aus Nubien und Syrien-Palästina. Thutmosis III. zum Beispiel kehrte aus seinem Feldzug nach Kanaan (1457 v. Chr.) mit 90.000 Sklaven zurück. Sie wurden zunächst Eigentum des Königs, der sie weitergeben konnte, zum Beispiel an Tempel in unbeschränkter Zahl, Soldaten oder Privatpersonen, die höchstens 19 Sklaven bekommen konnten. Ein Sklavenkind wurde seiner Mutter jung weggenommen und dem herangewachsenen Mann wurden die Knochen gebrochen. Eine Heirat mit Freien war möglich, ebenso das Verfügen über Eigentum und die Zeugenaussage vor Gericht. Ein geflohener Sklave wurde zurückgeführt. Auf Sklavenmärkten wurde der Kauf vor Zeugen und bei einem Beamten registriert.
Dagegen wurde der Pyramidenbau nicht von Sklaven, wie es Herodot falsch berichtet hat, sondern von gewöhnlichen Arbeitern geleistet, die für ihre Arbeit entlohnt und in der Gesellschaft so hoch geachtet wurden, dass sie bei ihrem Tod sogar eine Grabstätte in der Nähe der Pyramide bekamen. Einige waren zwangsverpflichtet und wechselten turnusmäßig, andere waren dauerhaft beschäftigt.

### Alttestamentliche Zeit
Die Israeliten verstanden sich als Nachkommen ehemaliger Zwangsarbeiter, der Hebräer, deren Gott JHWH den Auszug aus Ägyptens Sklaverei ermöglicht und sie damit zum „Volk Gottes“ für alle Völker erwählt habe. Mit diesem Grunddatum der biblischen Heilsgeschichte begründet die Bibel die Gleichheit aller Menschen vor Gott, die er zu seinem Ebenbild geschaffen habe.
Die hebräische Sprache unterscheidet nicht zwischen dem negativ besetzten Wort Sklave und den neutralen Begriffen Knecht bzw. Magd, in beiden Fällen wird der Ausdruck עבד ewed verwendet. Dieser Begriff entstammt derselben Wurzel wie awoda („Arbeit“) und bezeichnet eine Person, die im Dienste eines Herrn – Sippenpatriarch bzw. König – körperliche Arbeit verrichtet.
Die Tora fordert nicht die allgemeine Abschaffung der Sklaverei in Israel, aber den Rechtsschutz der Sklaven, die nicht grundlos getötet werden durften. Diese waren unfreie Hausangestellte, die von deren Herrn aber gezüchtigt werden konnten und wie Ehefrauen, Vieh und Hausrat zum Sippenbesitz gehörten (Ex 20,17 ). Sie bildeten – anders als in Ägypten, wo alles bebaubare Land dem König gehörte und von großen Massen Leibeigener bewirtschaftet wurde (Gen 47,13–26 ) – keine ökonomisch bedeutende Minderheit, sondern stellten höchstens 10 Prozent der ansonsten freien bäuerlichen Landbevölkerung, die meist ebenfalls lebenslange Landarbeit ausübte. Ansätze zu einer von Sklaven abhängigen Latifundienwirtschaft wurden in Israels Prophetie scharf kritisiert (Jes 5,8 ) und erfolgreich abgewehrt (Neh 5,2–5 ).
Die Tora gebietet die Beschneidung von Sklaven, das heißt ihre Aufnahme in das Bundesvolk (Gen 17,13.27 ). Sie verbietet allgemein den Raub von Menschen und bedroht diesen mit der Todesstrafe (Ex 21,16 ):

„Wer einen Menschen raubt, gleichgültig, ob er ihn verkauft hat oder ob man ihn noch in seiner Gewalt vorfindet, wird mit dem Tod bestraft.“

Nach Dtn 24,7  sollte der Raub eines Israeliten ebenso bestraft werden. Der Sklavenhandel war auf Sklaven aus fremden Völkern und Halbbürger beschränkt (Lev 25,44–46 ).
Die Versklavung von Kriegsgefangenen, sofern sie in den Bannkriegen JHWHs nicht sofort getötet wurden, wurde, wie sonst meist in der Antike als Wohltat anstelle der Tötung dargestellt (vgl. Umgang von Moses mit den gefangenen Frauen der geschlagenen Midianitern und von König David mit den Ammonitern von Rabbath Ammon).
Anders als angeheuerte Tagelöhner hatten Sklaven als Teil des Familienhaushalts Anspruch auf Wohnung, Unterhalt, Kranken- und Altersfürsorge. Damit war Sklaverei aus Gewinnstreben weitgehend ausgeschlossen, nicht aber zur sexuellen Lustbefriedigung.
Einzelgebote, die Sklavenhaltung voraussetzen, gewährten diesen besonderen Schutz: So musste ein Sklavenhalter, der seinen Sklaven schlug und der Sklave daran starb, mit Bestrafung rechnen – allerdings nicht, wenn der Sklave die Schläge ein oder zwei Tage überlebte. In diesem Fall „[…] soll den Täter keine Rache treffen.“ (Ex 21,20–21 ) Wer seinem Sklaven eine bleibende Körperverletzung zufügte, musste ihn freilassen, ihn aber nicht für die eingeschränkte Erwerbsfähigkeit entschädigen (Gen 20,9ff ; 21,26–32 ). Sklavinnen konnten zu sexuellen Diensten gezwungen werden, erlangten dadurch aber den Status einer Ehefrau neben allenfalls weiteren Ehefrauen (Gen 16,1–4 ; Ex 21,7–11 ). Das Gebot der Schabbatruhe (Ex 20,10 ) wird in Dtn 5,14–15  ausdrücklich auch auf die Knechte und Mägde jedes Israeliten ausgedehnt und erneut mit Israels Befreiung aus der Sklaverei Ägyptens begründet. Sklaven durften an israelitischen Kultfesten teilnehmen (Ex 12,44 ; Dtn 12,12.18 ). Geflohene Sklaven durften in Israel – anders als im gesamten Alten Orient – nicht an ihre Herren ausgeliefert werden, sondern mussten im Gegenteil aufgenommen werden (Dtn 23,16f ). Nach 1 Sam 25,10 ; 30,15 ; 1 Kön 2,39–40  wurde diese Bestimmung eingehalten. Die Beachtung dieser Schutzrechte für Sklaven sollte nach der nachexilischen Heilsprophetie ein Zeichen auch für alle übrigen Völker sein (Jes 61,8ff ).
Verschiedene Rechte sollten der Schuldsklaverei vorbeugen oder diese, wenn sie eintrat, befristen. So wird das Zinsnehmen im ganzen Tanach häufig verboten (u. a. Ex 22,24 ). Israeliten, die ihren Besitz dennoch durch Verschuldung verloren, sich als Tagelöhner verdingen mussten und dann leicht zu Sklaven Besitzender wurden, sollten im Erlassjahr alle sieben Jahre ihr Erbland zurückerhalten und von allen Schulden vollständig befreit werden. Dieses Bodenrecht sah die regelmäßige Umverteilung des Grundbesitzes vor, damit jeder Israelit dauerhaft sein eigenes Stück Land zum Lebensunterhalt behalten konnte (Lev 25 ). Dtn 15,12–18  verankert nicht nur die siebenjährliche Freilassung der israelitischen Sklaven, die sich selbst verkauft hatten, sondern auch eine Mitgift an sie, die ihnen einen eigenen Lebensunterhalt ermöglichte. Nur wenn der Sklave diese ablehnte, erhielt sein Besitzer das lebenslange Recht, ihn zu behalten.
In Israel lebende Ausländer stellt die Tora mehrfach (Ex 22,20 ; 23,9  u. a.) ausdrücklich als Nächste mit Einheimischen gleich. Dies wurde mit der Vergangenheit der Israeliten in Ägypten begründet (Lev 19,33f ):

„Wenn bei dir ein Fremder in eurem Land lebt, sollt ihr ihn nicht unterdrücken. Der Fremde, der sich bei euch aufhält, soll euch wie ein Einheimischer gelten und du sollst ihn lieben wie dich selbst; denn ihr seid selbst Fremde in Ägypten gewesen. Ich bin der Herr, euer Gott.“

Deshalb wurde die Versklavung von Ausländern in Israel begrenzt. Zugleich überliefert die Bibel auch Anweisungen, Fremdvölker zu unterwerfen. Dies wird zum Teil als Rache für Vergehen an den Israeliten in der Wüstenzeit vor der Landnahme begründet. So wird von Kanaan, als Enkel Noachs Stammvater der im späteren Israel vorher lebenden Kanaanäer, gesagt: „Verflucht sei Kanaan! Ein Knecht der Knechte sei er seinen Brüdern!“ (Gen 9,25 ) Dies wird mit einer sexuellen Verfehlung begründet. Männliche Kriegsgefangene durften im Falle einer friedlichen Kapitulation nicht einzeln verkauft, aber als Gruppe zu Frondiensten herangezogen werden (Dtn 20,11 ).

### Griechenland
Die Sklaverei (douleia) war ein wesentliches Element der Wirtschaft und Gesellschaft des antiken Griechenland. Für die alten Griechen war die Sklaverei eine selbstverständliche, unabdingbare und natürliche Einrichtung – anders ausgedrückt: „Die antike Kultur und Gesellschaft beruh[t]en ökonomisch wie politisch auf der Institution der Sklaverei“. Nach dieser Auffassung unterschieden sich Sklaven von Tieren nur durch ihre Arbeit.
Schon im mykenischen und archaischen Griechenland war die Sklaverei verbreitet. Die frühesten Zeugnisse für Sklaverei in Griechenland stammen von Linear-B-Tafeln aus der Zeit um 1200 v. Chr., insbesondere aus dem Palast des Nestor bei Pylos. In den homerischen Epen (Ilias und Odyssee) wurden Sklaven vor allem auf Kriegszügen erbeutet. In der klassischen Zeit wurde der Bedarf an Sklaven auch durch Sklavenhandel mit den barbarischen Nachbarvölkern sowie durch Piraterie und Räuberei gedeckt. Zudem galt in Athen bis zur Verfassungsreform des Solon ein System der Schuldsklaverei, wonach Schuldner ihre Schulden als Sklaven abarbeiten musste. Die Anzahl der Sklaven im antiken Griechenland ist schwierig zu schätzen und änderte sich von Epoche zu Epoche stark; für Athen schwanken die Angaben von durchschnittlich einem bis zu rund zwanzig Sklaven pro Haushalt.
Sklaven wurden für jede Art von Arbeit eingesetzt, angefangen mit der Landwirtschaft, aber auch im Bergbau, Handel und Gewerbe, sowie als Prostituierte beiderlei Geschlechts. Während Land- und Bergarbeiter sowie Prostituierte ein meist brutales Leben führten, lebten versklavte Handwerker vor allem in Athen oft recht selbstständig. Sklaven konnten durch Freilassung ihre Freiheit gewinnen, was in der Regel voraussetzte, dass sie sich von ihrem Herrn freikauften. Als Freigelassene hatten sie eingeschränkte Rechte, ähnlich wie niedergelassene Fremde (Metöken).
Neben der Sklaverei im engeren Sinne, also der Eigenschaft, das frei verfügbare Eigentum anderer Menschen zu sein, kannte die griechische Antike viele weitere Formen der Unfreiheit, wie etwa die mit Leibeigenen vergleichbaren Penesten in Thessalien, Heloten in Sparta oder Klaroten auf Kreta. Grundsätzlich waren Sklaven nicht rechtsfähig und damit rechtlos, aber anders als später in Rom schützte sie das Recht bis zu einem gewissen Grad vor willkürlicher Tötung oder grober Misshandlung.
Die griechischen Philosophen hielten die Sklaverei meist für von Natur aus gerechtfertigt (Begründung aus dem Naturrecht). Nach Aristoteles ist Herr, wer mit Vernunft gesegnet ist, Sklave aber, wer über Körperkraft zum Arbeiten verfügt. Für die Sophisten dagegen war nicht der Rechtsstatus eines Menschen wichtig, sondern ob sein Geist frei war oder nicht; allerdings stellten sie die gesellschaftliche Realität der Sklaverei nicht in Frage. Die Stoa bereitete einer etwas humaneren Behandlung von Sklaven den Weg, bestritt die Rechtmäßigkeit der Institution der Sklaverei aber ebenfalls nicht.

### Neutestamentliche Zeit
In der Zeit des Neuen Testaments (NT) war der Rechtsstatus von Sklaven (griech. doulos) in der römischen Provinz Palästina nur graduell von anderen Abhängigen – etwa freigelassenen Dienern, Tagelöhnern und Landarbeitern von Großgrundbesitzern, Pachtbauern und Kolonisierten – verschieden. Sie waren als persönlicher Besitz eines Sklavenhalters ähnlich wie dessen Frauen und Kinder seiner Gewalt über ihr Leben und ihren Tod unterworfen. Sie durften beispielsweise nicht heiraten und keine Nachkommen zeugen.
Als Sklaven wurden damals ganz verschiedene Abhängige bezeichnet, etwa Staatsbeamte (Mt 18,23 ), Handwerker (Mt 18,25 ), Verwalter (Mt 24,45 ), selbständige Händler (Mt 25,14ff), Hausdiener (Lk 15,22 ), Feldarbeiter und Hirten (Lk 17,7 ), Wachleute (Mk 14,47 ), Schuldsklaven (1. Clemensbrief 55,2), Kaisersklaven, d. h. einflussreiche abgesicherte Hofbeamte (Phil 4,22 ). Der Anteil der regelrechten Sklavenarbeiter wird heute auf höchstens ein Drittel der jüdischen Gesamtbevölkerung geschätzt. Sie ersetzten nicht die Arbeit von Tagelöhnern, freien Bauern, Pachtbauern und Handwerkern und wurden nicht für ganz bestimmte Arbeiten herangezogen, sondern leisteten vielfältige befristete Hilfsdienste. Oft führten sie Aufträge aus und überbrachten Botschaften. Sie hatten die Chance zur Freilassung (Joh 8,35 ) und zum sozialen Aufstieg. In (Lk 15,11–32 ) wird sichtbar, dass Haussklaven noch über persönlich freien, aber ungesicherten Lohnarbeitern standen.
Apg 12,13  belegt, dass Christen in Palästina Haussklaven hatten. Die Haustafel in Mk 10 führte keine Regeln für den Umgang mit ihnen auf. Außerhalb Palästinas wurden Sklaven zusammen mit Freigelassenen und anderen Unterschichtsangehörigen oft getauft und bildeten in christlichen Gemeinden eigene Gruppen (Phil 4,22; 1Kor 1,11; Röm 16,10f). Dass christliche Hausherren dort Sklaven besaßen, zeigen vor allem der Philemonbrief, Kol 4,1 , die Pastoralbriefe, der 1. Brief des Petrus und der 1. Clemensbrief.
Für das Verhältnis des Urchristentums zur Sklaverei ist die Haltung des Paulus von Tarsus maßgebend geworden. Er erwog die Abschaffung des Sklavenstandes nicht, sondern ermahnte christliche Haussklaven ausdrücklich, in ihrem Stand zu bleiben (1 Kor 7,20ff ). Er betonte aber auch, dass „in Jesus Christus“, das heißt in der durch den freiwilligen Machtverzicht und „Sklavendienst“ des Sohnes Gottes (Phi 2) erwirkten Versöhnung mit Gott, der Unterschied zwischen Sklaven und Herren keine Rolle mehr spiele und spielen dürfe (Kol 3,11; Gal 3,28; Eph 6,8). Demgemäß verlangte Paulus von dem Christen Philemon, dass er in seinem Sklaven Onesimus vorrangig den Glaubensbruder und nicht den Sklaven sehen und ihm die gleiche Liebe wie einem Bruder entgegenbringen solle (Phlm 1,16 ). Ob Paulus die Freilassung des Onesimus im Philemonbrief fordert, ist in der gegenwärtigen Forschung umstritten.

### Rom
Im Römischen Reich bestand Sklaverei bis ins 2. Jahrhundert v. Chr. als Schuldsklaverei. Erst als die Eroberungskriege immer weiteren Umfang annahmen, rückte an ihre Stelle die Versklavung von Kriegsgefangenen. Sklaven wurden in allen Wirtschaftsbereichen, in Haushalten, beim Haus- und Straßenbau, in Manufakturen und Bergwerken sowie in der Landwirtschaft eingesetzt. Gut ausgebildete Sklaven wirkten auch als Hauslehrer oder Ärzte.
Sklaverei war nach römischem Recht erblich und Sklaven besaßen keine Rechtsfähigkeit, Sklavenhalter konnten de facto jedoch dulden, dass ihre Sklaven persönliches Eigentum erwarben, anhäuften und sich damit schließlich freikauften. Daneben bestanden verschiedene weitere Möglichkeiten der Freilassung (manumissio), von denen die Sklavenhalter häufig Gebrauch machten. Freigelassene Sklaven erhielten die vollen Bürgerrechte, blieben ihrem früheren Eigentümer jedoch verpflichtet.
Wie schon im antiken Griechenland, gab es im römischen Reich kaum Kritik an der Sklaverei durch Philosophen oder religiöse Gemeinschaften. Die frühen Christen bejahten grundsätzlich die Sklaverei, betonten aber die gebotene Milde gegenüber Versklavten. Die These, die frühen Christen erhielten viel Zulauf aus der Schicht der Sklaven und anderer sozial niedrig Gestellter, gilt als überholt. Ebenso die These, die Christen der römischen Antike hätten zu sozialen Auseinandersetzungen beigetragen, stattdessen muss man eine weitestgehende Affirmation sozialer Strukturen durch die Alte Kirche feststellen.

### Frühes China, Indien, Korea
In Asien bestand Sklaverei spätestens seit der chinesischen Han-Dynastie. Beamte der Song-Dynastie (960–1267) besaßen Tausende Sklaven. Diese werden nubi genannt und von Freien liang unterschieden. Neben Kriegsgefangenen und Entführten gehörten auch Personen dazu, die sich oder ihre Familienmitglieder aus Not verkauft hatten. Der Anteil an der Bevölkerung blieb gering, vermutlich weil die Arbeitskosten für Nichtsklaven gering waren. In Indien wurde die Sklaverei bereits in der Manusmriti beschrieben, zeitlich parallel zu China um die Zeitenwende. Die Sklaverei im hinduistischen Indien aber wurde durch einige Rituale eingeschränkt, importierte Sklaven wurden vor allem zu Prestige-Zwecken bei Reichen verwendet. Das hinduistische Indien wies noch wenige Sklaven auf. Dagegen hatte Korea über ein Jahrtausend lang einen Sklavenanteil von über einem Drittel bis zur Hälfte der Bevölkerung, die meisten waren einheimisch.

## Europäisches Mittelalter

### 5. bis 12. Jahrhundert – Zunahme und Eingrenzung

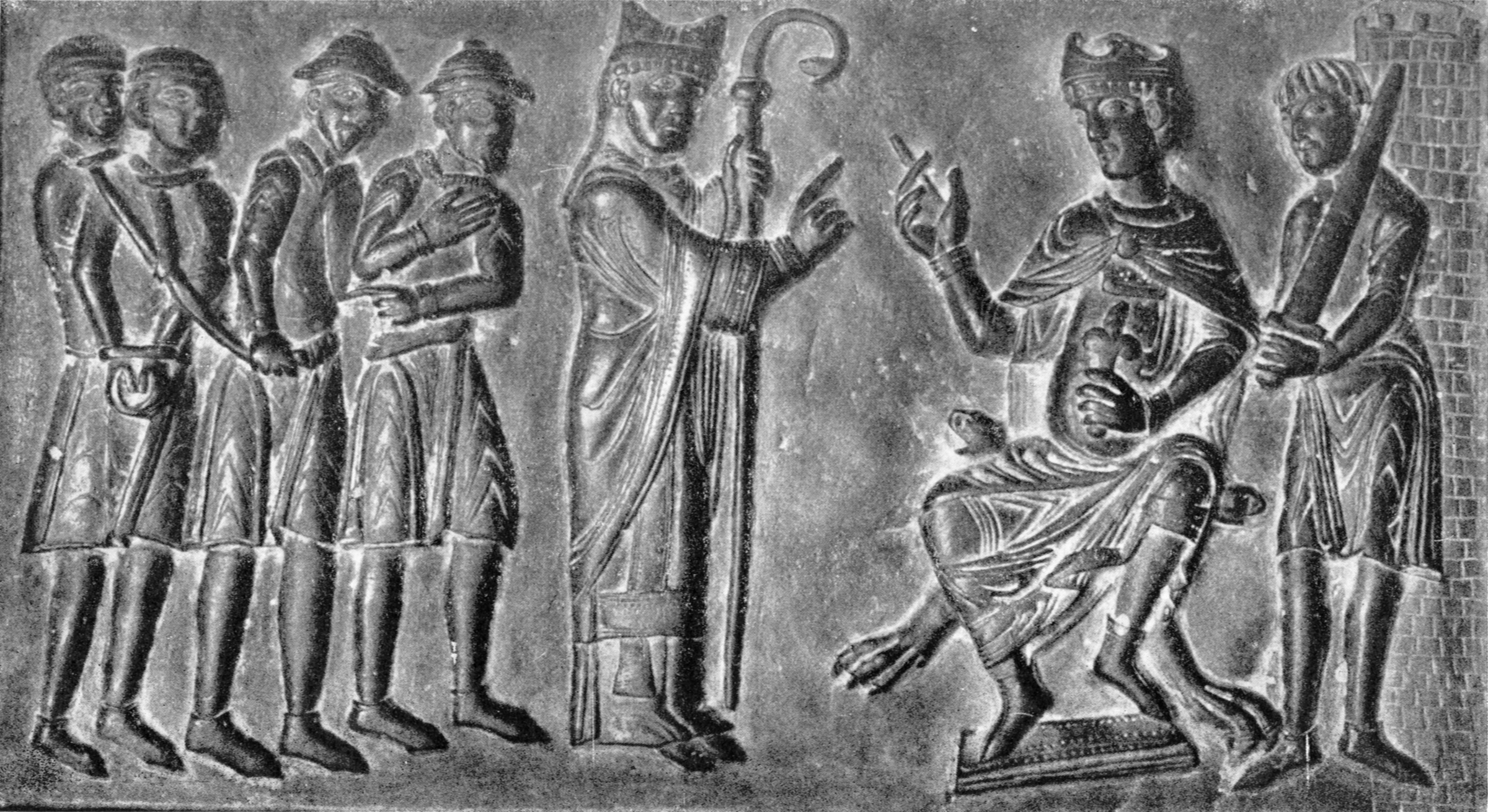
Bischof Adalbert von Prag verhandelt mit Herzog Boleslaus II. von Böhmen über die Freilassung christlicher Sklaven durch jüdische Händler (Gnesener Bronzetür)

Papst Gelasius I. erklärte 492, dass der Handel mit heidnischen Sklaven von Gallien nach Italien auch den Juden gestattet sei. Doch Papst Gregor der Große warf den Juden vor, mit christlichen Sklaven zu handeln (Epist. IX, 109), in der Sorge, dass sie zu Juden gemacht würden (IV, 21). Der Besitz christlicher Sklaven wurde auf Konzilien immer wieder verboten, erstmals in Orleans 541. Andererseits wurden von christlichen Herrschern jüdische Händler genutzt, um im Sklavenhandel Geschäfte zu machen. Karl der Große bekräftigte 779 und 781 jüdischen Händlern ihr Privileg zum Sklavenhandel, der sich vorwiegend auf Heiden aus östlichen Räumen erstreckte. In Verdun bestand der größte Sklavenmarkt im Frankenreich.
Die Sklaverei im europäischen Raum nahm zwischen dem 8. und 10. Jahrhundert zu. Die Turkvölker wie die Chasaren betrieben einen regen Handel mit hellhäutigen Sklaven aus Europa bereits vor dem Eindringen der Skandinavier in den baltischen Raum. Nachdem die Waräger oder Rus weiter in den osteuropäischen Raum eingedrungen waren, übernahmen sie diesen Handel von den Chasaren, mit denen sie teils intensive Handelsbeziehungen pflegten und teils in starker Konkurrenz standen. In der Folge betrieben auch die nordischen Kriegerkaufleute einen florierenden Handel mit Kriegsgefangenen. Die Normannen suchten alle Küsten der Nordsee heim, setzen die Versklavten in der Agrararbeit zu Hause ein oder verkauften sie: so um das Jahr 1000 irische oder flämische Gefangene auf dem Markt von Rouen, von wo sie in christliche Haushalte, vor allem aber ins muslimische Spanien und den Orient als Ziel der Hauptströme des Sklavenhandels gelangten. In den islamischen Ländern nannte man die hellhäutigen europäischen Sklaven Saqāliba.
Bei den kriegerischen Auseinandersetzungen mit den Slawen unter Heinrich I. (928/929) wurden insbesondere Frauen und Kinder als wichtiges „Handelsgut“ aus dem ottonischen Reich an das muslimische Spanien verkauft. In Prag und Verdun gab es eigens zur Kastration eingerichtete Zentren (Quelle: Briefe des Lupus), in denen die slawischen Knaben zu den von den Muslimen besonders begehrten Eunuchen gemacht wurden. Bis ins 12. Jahrhundert fanden „Sklavenjagden“ statt, bei denen die Sachsen die benachbarten Slawen überfielen, ausplünderten und in die Sklaverei verschleppten.
Die westslawischen Stämme zwischen Elbe und Ostsee (siehe Wenden) gerieten auch von dänischer und osteuropäischer Seite (Kiewer Rus) unter Druck. Adam von Bremen berichtet, dass in Estland slawische Sklaven als Opfer dargebracht wurden. Laut Ibn Fadlān wurden verstorbenen Rus junge Sklavinnen oder Sklaven mit ins Jenseits gegeben; sie kamen aber vor allem als Handelsware mit Karawanen nach Bagdad. Den Handel mit den Sklaven übernahmen u. a. die Radhaniten, jüdische Kaufleute aus Bagdad. Sie genossen in Europa königliche Privilegien und waren wegen ihrer verzweigten Familienbeziehungen die einzigen, die den Handel von Spanien über Nordafrika, Ägypten, Arabische Halbinsel, Palästina, Syrien, Persien, Nordindien, Khorasan bis nach China und über Byzanz in die slawischen Länder und zu den jüdischen Chasaren am Schwarzen Meer ausdehnten. Der wirtschaftliche Aufschwung in Westeuropa im 10. und 11. Jahrhundert verdankte sich dem Menschenhandel mit den islamischen Ländern, aus denen im Austausch große Mengen Gold in den Westen kamen. Noch im Jahre 1168 wurden auf dem Sklavenmarkt auf der Mecklenburg 700 Dänen von seeräubernden Slawen zum Verkauf angeboten.
Auch im angelsächsischen und dem normannischen England des 11. Jahrhunderts lebten neben unfreien Bauern (villani) auch Sklaven (servi, ancillae; thraells im Danelag). 1086 gab es dort nach dem Domesday Book 28.200 Sklaven, doch scheinen nicht alle Sklaven berücksichtigt worden zu sein, die Zahl war vermutlich wesentlich höher. In manchen Grafschaften bildeten die servi bis zu 25 % der Bevölkerung. Auch Klöster (etwa Ely Abbey) setzten Sklaven in der Landwirtschaft ein, auf den Gütern der Abtei lebten nach dem Domesday Book 112 unfreie Bauern, 27 Kleinbauern (bordarii), ein Priester und 16 Sklaven.
Die meisten europäischen Völker waren mittlerweile christianisiert, und seit der Zeit Karls des Großen war es Christen ausdrücklich verboten, andere Christen als Sklaven zu verkaufen oder zu erwerben. Diese Regelung wurde jedoch oft missachtet – auch Päpste und Klöster hatten Sklaven. Insbesondere im östlichen Mittelmeerraum wurde das Verbot oft mit dem Argument umgangen, dass es nur für römisch-katholische Christen gelte, nicht aber für orthodoxe oder Angehörige anderer christlicher Kirchen. Parallel untersagten auch die Muslime und Juden die Versklavung ihrer Glaubensanhänger.

### 13. bis 15. Jahrhundert – Differenzierung in Nord und Süd
Im Spätmittelalter ging der baltische bzw. nordeuropäische Sklavenhandel wieder zurück. So war die Sklaverei im Hochmittelalter zwar nördlich der Alpen so gut wie verschwunden, gerade im Mittelmeerraum jedoch herrschte weiterhin reger Menschenhandel, an dem sich auf christlicher Seite besonders die Seerepubliken Italiens sowie katalanische Seeleute beteiligten. Noch bis ins 15. Jahrhundert handelten Städte wie Genua, Venedig oder Palermo in großem Umfang mit Sklaven aus dem Schwarzmeerraum und vom Balkan. Die männlichen Sklaven verkauften sie meist an die ägyptischen Mamlukenherrscher, seltener in Italien bzw. Westeuropa; Frauen wurden aus den Ländern um das Schwarze Meer in alle italienischen Städte der Renaissance gebracht, also auch in die so genannten Kaufmannsrepubliken. Vermutlich lebte in jedem vermögenden Haushalt größerer Städte im Renaissance-Italien mindestens eine Sklavin. Ebenso gingen Sklavinnen nach Spanien, wo sie überwiegend im Haushalt und oft als Ammen eingesetzt wurden. Die Bedeutung dieser Ost-West-Handelsroute nahm erst ab, als mit der Eroberung Konstantinopels durch die Osmanen 1453 und des gesamten Schwarzmeerraums bis zum Ende des Jahrhunderts der See-Fernhandel aus dieser Region für westliche (christliche) Kaufleute nahezu unmöglich wurde und lediglich die Landrouten durch Kleinasien noch gangbar waren. Doch wurden für die Zuckerproduktion Sklaven auf den Kanaren und in Madeira eingesetzt. Ein Verteilzentrum für afrikanische Sklaven wurde die Insel Sao Tomé.
Auch im Machtbereich der Krone von Aragonien waren Sklavenhaltung und Sklavenhandel an der Tagesordnung, wie eine Vielzahl archivalischer Dokumente belegen. Daneben gab es jedoch im Austausch zwischen der iberischen Ostküste, den Balearen und der gegenüberliegenden nordafrikanischen Küste ein umfangreiches Geschäft, das auf dem Freikauf von Sklaven basierte – Menschen beider Seiten, die als Kriegsgefangene oder als Beute aus Raubzügen von Korsaren versklavt worden waren mit dem Ziel, einen möglichst schnellen und möglichst hohen Profit aus ihnen zu ziehen. Mit dem Ausbau der atlantischen Seefahrt ab der Mitte des 15. Jahrhunderts nahm auch die Zahl schwarzafrikanischer Sklaven zu, die mit der Besiedlung der Neuen Welt dann explodieren sollte.
Während die muslimischen Herrscher in Ägypten Sklaven vor allem für ihre Armee brauchten (Mamluken – daher waren männliche Sklaven dort am gefragtesten und ständiger Nachschub vonnöten, da diese Militärsklaven in der Regel keine Familien gründeten), arbeiteten Sklaven in Italien und auf der iberischen Halbinsel meist im Haushalt (daher auch der hohe Anteil weiblicher Sklaven dort). Nicht selten auch wurden Sklaven von Italienern und Katalanen in Süditalien und auf den Mittelmeerinseln (zum Beispiel auf Zypern und Mallorca, seltener auf Sizilien und Kreta) in der Landwirtschaft (Zuckeranbau) eingesetzt.
In Westeuropa blieben die importierten Sklaven selten bis zum Ende ihres Lebens Sklaven: Freilassungen oder Freikäufe waren relativ häufig, oft jedoch an die Bedingung geknüpft, dass die so „frei“ gewordenen Sklaven für eine bestimmte Zeit weiterhin bei ihren ehemaligen Herren arbeiteten.

## Sklaverei im arabischen Raum

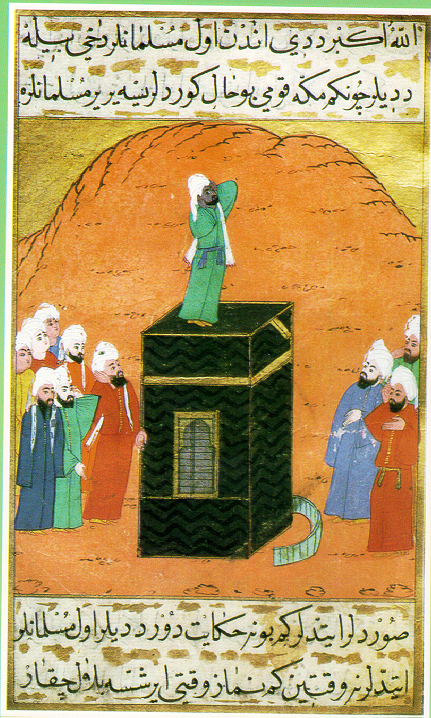
Bilāl ibn Rabāh, einer der ersten Muslime, war ein Sklave

### Koranische Begründung und Fortbestand der Sklaverei
Schon in vorislamischer Zeit kannten die später islamisierten Gebiete Sklavenhaltung und Sklavenhandel, sowohl mit schwarzafrikanischen als auch mit europäischen Sklaven. Sklaverei ist nach den normsetzenden Schriften (Koran und Sunna) des Islam nicht verboten, wobei der Koran vielfach empfiehlt, Sklaven freizulassen. Der Religionsstifter Mohammed war selbst Sklavenhalter (siehe Māriya al-Qibtīya) und versklavte auf seinen Kriegszügen nachweislich hunderte von Menschen, etwa alle Frauen und Kinder der Banū Quraiza. Die Sklaverei unterlag jedoch festgesetzten Regeln, die das Verhalten des Sklavenbesitzers gegenüber dem Sklaven und umgekehrt beschreiben. Diese Regeln bedeuteten im Vergleich zur vorislamischen Zeit eine gewisse Aufwertung des Rechtsstatus der Sklaven. In religiöser Hinsicht galten die Sklaven, wenn sie Muslime waren, vor Gott als den freien Muslimen ebenbürtig. Zulässig ist im Islam die Versklavung von Ungläubigen.
Entscheidend für den Aufschwung des Sklavenhandels wurde die arabische Eroberung des Handelszentrums Ägypten mit der Stadt Fustat 641. Hierher wurden christliche Sklaven aus Nubien und Äthiopien teilweise über den Nil verschleppt und weiterverkauft. Später verbündeten sich Araber und Berber und bezogen auch Libyen, den Zentralsudan sowie über Timbuktu das große und goldreiche Malireich ein, um Sklaven aus Westafrika zu importieren. Mit der zunehmenden Islamisierung des Malireichs von Norden aus mussten immer südlichere Regionen in die Jagd nach neuen Sklaven einbezogen werden. Ihre dunkle Haut ließ sie minderwertig gegenüber den Weißhäutigen erscheinen, ihre Nachfahren wie die Iklan stehen bis heute am unteren Ende des Sozialgefüges der Region. Schätzungen gehen von einer Zahl von 4 Mio. Sklaven zwischen den Jahren 800 und 1900 aus, die aus der Subsahara in den Norden verschleppt wurden, und weiteren 2 Mio. Zwangsmigranten aus Äthiopien nach Ägypten.
Obwohl das Freilassen von Sklaven als heilbringend gilt, verzögerten die Gebiete im Geltungsbereich des Islam mit am längsten die gesetzliche Abschaffung der Sklaverei. Als letztes Land der Erde schaffte Mauretanien im Jahre 1980 die Sklaverei ab, Sklaven stellen aber nach wie vor die verschwiegene unterste gesellschaftliche Schicht dar. Damit dauert seit dem siebenten Jahrhundert eine Tradition fort, deren deutlichste Spuren bis zum Ende des 19. Jahrhunderts mit Karawanen durch die Sahara in verschiedene arabische Städte am Mittelmeer oder zu den Hafenorten Ostafrikas am Roten Meer und am Indischen Ozean führten.

### Einsatz von Sklaven
Im Islam kannte die Sklaverei – ähnlich wie im europäischen Mittelalter – kaum einen massierten Einsatz von Sklaven in Arbeitskollektiven. Es gab einige Sklaven in den Goldminen südlich von Ägypten und in der Salzgewinnung von Mali (Taghaza, Taoudenni), später auch auf Galeeren. In der Landwirtschaft (Dattelpalmen, Bewässerungsanlagen der Gartenwirtschaft in den Oasen) und der nomadischen Viehzucht lebten die Sklaven in der Regel integriert in die Haus- oder Familiengemeinschaften der Sklavenhalter.
Als Ausnahme davon gelten die Zandsch, aus Ostafrika verschleppte Schwarze, die in der Zeit des Abbasidenreiches in den Salzsümpfen des heutigen Irak in großen Gruppen in Salinen, bei der Urbarmachung und auf Plantagen für die Zuckerherstellung arbeiteten. Im Jahr 869 begann ein mehrjähriger Aufstand der Zandsch, der bis zur Eroberung Basras führte, bevor er niedergeworfen werden konnte, aber das Kalifat der Abbasiden an den Rand der Niederlage brachte und zum Ende des Sklaveneinsatzes in der Plantagenwirtschaft beitrug.

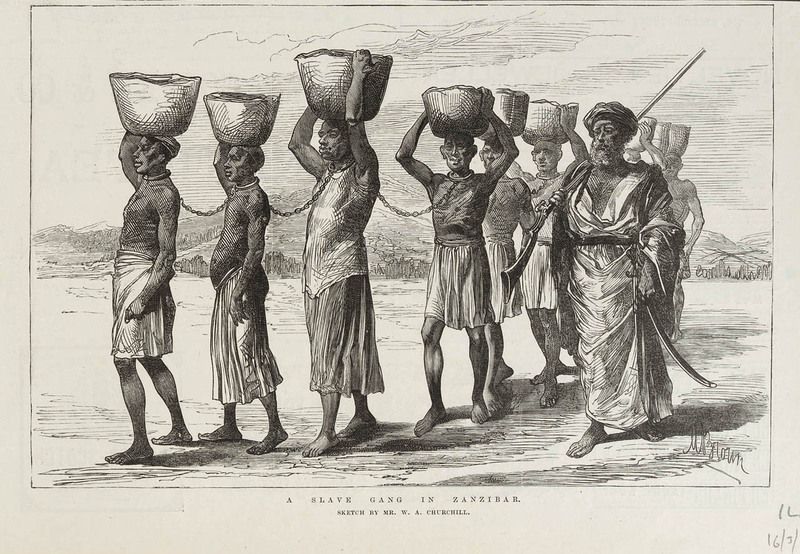
Sklavenhandel auf Sansibar (engl. Zeichnung, 1889)

Arabische Muslime verkauften in Nord- und Ostafrika gefangene Afrikaner in den Nahen und Mittleren Osten. Dort arbeiteten sie als Feldarbeiter, Lehrer oder Haremswächter, weswegen die Kastration männlicher Sklaven üblich war. Dabei half ihnen, dass Ostafrikaner selbst die Hauptakteure im Handel waren. Ab 1820 kultivierten omanische Siedler auf Sansibar Nelken auf großen Plantagen, die sie mit Sklaven betrieben. Sansibars Charakter änderte sich vom Zentrum des Sklavenhandels zu einem der Sklavenhaltung, das berüchtigte Figuren hervorbrachte wie den Sklavenhändler Tippu-Tip.
Meist jedoch wurden Sklaven im Bereich der Hauswirtschaft (überwiegend weibliche Sklaven, die mit den Frauen im Harem lebten), als persönliche Bedienstete der Herrscher oder als Haremswächter / -diener (meist als Eunuchen) eingesetzt. Einer bestimmten Gruppe männlicher Sklaven wurde die Fortpflanzung durch Kastration verwehrt, um vor allem den Sexualtrieb zu vermindern, damit die Sklaven, welche mit den Haremsfrauen im Alltag verkehrten, nicht in die Versuchung einer unerlaubten Sexualbeziehung kamen. Sklavinnen hingegen wurden unter anderem zu sexuellen Diensten herangezogen und konnten auch Kinder von ihren Herren bekommen, wodurch sich unter Umständen ihr Rechtsstatus entscheidend verbessern konnte (siehe hierzu auch Konkubinat im Islam). Da in den vorislamischen Kulturen des Orients die patrilineare Abstammung Vorrang hatte und dies auch nach der Islamisierung dieser Gebiete weiter galt, konnten die Kinder von Sklavinnen je nach Stellung des Kindsvaters höchste Positionen erlangen. So waren fast alle späteren Kalifen Söhne von Sklavinnen. Selbst der Gründer der Dynastie der Saud, Abd al-Aziz ibn Saud, der Gründer des modernen Saudi-Arabiens, wusste deshalb nicht, wer die Mutter seiner Mutter war (nämlich eine unbekannte Sklavin).
Wohlhabende, einflussreiche Menschen der vorislamischen Zeit hatten oft an die 50 Söhne von vielen Frauen unterschiedlicher Herkunft, was auch bei islamisierten Völkern noch anzutreffen war. So berichtet der so genannte „Lawrence von Arabien“ von einem Bad in einem Oasenteich nach einem langen Wüstenritt, wo junge, eng verwandte Männer aller erdenklichen Hautschattierungen nackt, munter und gleichberechtigt im Wasser planschten. Auch konnten Sklaven hohe politische und militärische Ämter erlangen, blieben aber persönliches Eigentum ihrer Besitzer.
Mit den Militärsklaven (den sogenannten Mamluken) entwickelte sich im ausgehenden 11. Jahrhundert eine besondere Form der Sklaverei. Die als Soldaten eingesetzten Sklaven genossen wegen der ihnen nachgesagten Loyalität und Tapferkeit hohes Ansehen. Oft gelang es ihnen, die politische Macht zu erobern, beginnend mit den Ghaznawiden, insbesondere von der Mitte des 12. Jahrhunderts bis 1517 in Ägypten. Die osmanischen Janitscharen wurden ebenfalls lange als Sklaven ausgehoben, die Institution der Knabenlese zwang Christen des Balkans Söhne im Kindesalter als Steuern abzugeben.

### Europäer als Sklaven
Von Griechenland über Italien bis nach Spanien raubten Araber und Türken jahrhundertelang christliche und jüdische Sklaven, die auf Sklavenmärkten verkauft oder gegen Lösegelder zurückgegeben wurden. So wurden die christlichen Frauen und Kinder nach der Eroberung der Kreuzfahrerstädte Tripolis (1289) und Akkon (1291) versklavt. Europäische Sklaven, insbesondere aus den slawischen Gebieten, vom Balkan und den Kaukasusregionen, wurden aber nicht nur von nichtchristlichen Händlern oder Piraten, sondern jahrhundertelang auch von den Kaufleuten der italienischen Seerepubliken, insbesondere Genua und Venedig, sowie von Katalanen in den arabischen Raum von Spanien bis Ägypten verkauft. Diese handelten laut Ibn Hauqal auch mit gefangenen Christen aus Frankreich oder Italien. Wiederholt versuchten daher Päpste den Handel mit christlichen Sklaven zu verbieten, so etwa Clemens V. und Martin V. Zur Zeit der Kreuzzüge und der osmanischen Expansion stellte gerade das periodische Überangebot von versklavten Kriegsgefangenen ein Problem dar. Umgekehrt fielen aber auch Teile der arabisch-muslimischen Bevölkerung Nordafrikas und des östlichen Schwarzmeerraumes den Raubzügen christlicher Kaufleute und Korsaren zum Opfer. Insbesondere im westlichen Teil des Mittelmeeres, wo sich zwischen iberischer Halbinsel, Balearen, Sizilien und Malta islamische und christliche Einflusssphäre unmittelbar berührten, teilweise sogar überschnitten, kam es ab dem 14. Jahrhundert regelmäßig zu Versklavungen, die jedoch in aller Regel der Erzielung von Lösegeld dienten und somit zeitlich stark begrenzt waren.
Zu einem eigentlichen Wirtschaftszweig entwickelten sich Sklaverei und Menschenhandel in den islamischen Barbareskenstaaten an der Küste Nordafrikas zwischen dem 16. und 18. Jahrhundert. Obwohl im Laufe des 16. Jahrhunderts unter osmanische Oberherrschaft gelangt, genossen die von arabischen Lokalfürsten regierten Gebiete bis ins 19. Jahrhundert weitgehende Autonomie, so auch Algier, das sich seit der Herrschaft des berühmt-berüchtigten Korsaren Khair ad-Din Barbarossa ab den 1520er Jahren zur Hochburg der gegen europäische Schiffe und Städte gerichteten Piraterie entwickelte. Zu den bekanntesten Opfern gehört der spanische Dichter Miguel de Cervantes, den ein Orden aus Algier freikaufte. Moderne Schätzungen gehen davon aus, dass in den zwischen Ägypten und Marokko liegenden Territorien zwischen 1530 und 1780 etwa 1,25 Millionen Menschen versklavt wurden, die meisten davon durch die Kaperung europäischer Schiffe und durch Raubzüge an den Küsten christlicher Mittelmeerstaaten. Die Zahl entspricht etwa einem Zehntel des transatlantischen Sklavenhandels.
Mit dem wachsenden Einfluss des Osmanischen Reiches ab dem 15. Jahrhundert an der ukrainischen Schwarzmeerküste und der Krim wurde der Sklavenhandel zum dominierenden Zweig des dortigen Handels. Ukrainer und ethnische Russen wurden, wie Serhii Plokhy schreibt, „das Hauptziel und die Opfer der auf Sklaven angewiesenen Wirtschaft des Osmanischen Reiches“. Im 16. und 17. Jahrhunderts wurden zwischen 1,5 und 3 Millionen Ukrainer und Russen versklavt. Kinder und Jugendliche waren besonders begehrt, männliche Sklaven wurden auf den osmanischen Galeeren oder für die Feldarbeit eingesetzt, Frauen meist in der Hausarbeit. „Begabte junge Männer konnten in der osmanischen Verwaltung Karriere machen, allerdings zumeist als Eunuchen. Einige Frauen wurden in die Harems der Sultane und ranghoher Persönlichkeiten aufgenommen“, darunter Roxolana (gest. 1558), Lieblingsgemahlin des osmanischen Sultans Süleyman I.

## Sklaverei in der Neuzeit

Offizielle Abschaffung der Sklaverei nach Staat und Jahr

### Europa
Nahezu alle bedeutenden europäischen Seefahrer- und Handelsnationen – besonders Portugal, Spanien, Frankreich, England, Dänemark und die Niederlande – waren zeitweilig am internationalen Sklavenhandel beteiligt. Die Mehrzahl der Sklaven, mit denen diese Kaufleute handelten, gelangte jedoch nicht ins jeweilige Mutterland, sondern in überseeische Kolonien. Die entsprechenden Seefahrten wurden von europäischen Handelskompanien durchgeführt. Im Zeitraum von 1500 bis 1870 wurden nach Europa 200.000 afrikanische Sklaven eingeführt.

#### Brandenburg
Von 1683 bis 1717 bestand an der Goldküste im heutigen Ghana die brandenburgische Kolonie Groß-Friedrichsburg, die sich am Sklavenhandel beteiligte. Etwa 30 000 Sklaven sollen von hier nach Amerika verschleppt worden sein, bei einer Todesrate von 10 Prozent. Von den 16 Schiffen gingen 15 auf See verloren, das Unternehmen lohnte sich nicht, die Kolonie wurde an die Niederlande verkauft. In Preußen wurde die Sklaverei 1794 für alle Bürger, die im Land lebten, verboten. 1854 wurde dies auch auf Ausländer und Preußen, deren Hauptwohnsitz im Ausland lag, ausgedehnt.

#### Dänemark

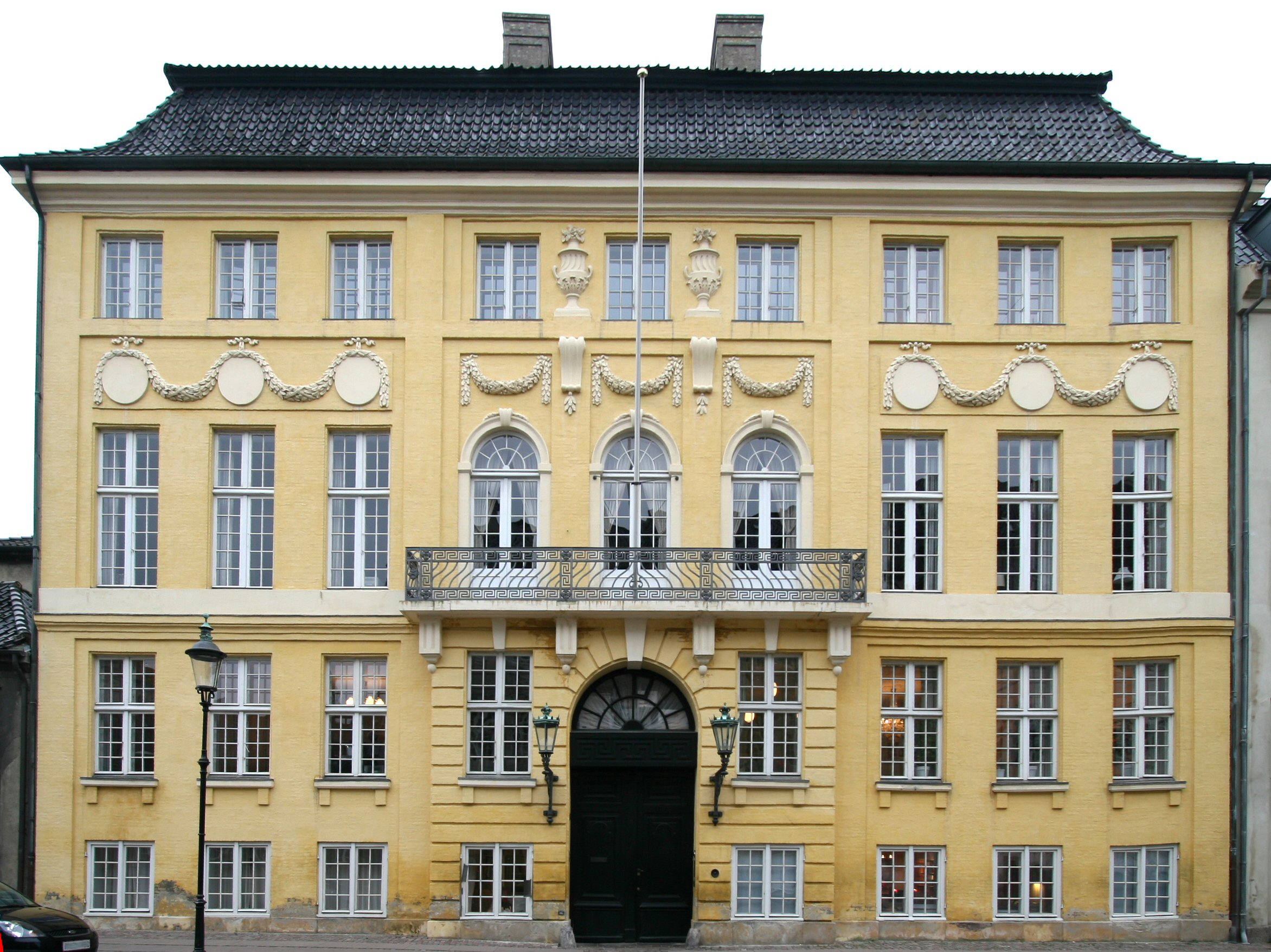
Det Gule Palae in Kopenhagen

Die Dänische Westindien-Kompanie setzte ab 1672 auf den dänischen Jungferninseln Saint Thomas, St. John und St. Croix aus Afrika verschleppte Sklaven (atlantischer Dreieckshandel) über weit mehr als ein Jahrhundert in den Zuckerrohrplantagen ein. Für Dänisch-Westindien wurden im 18. Jahrhundert schätzungsweise 100 000 Afrikaner unter erbärmlichen hygienischen Verhältnissen über den Atlantik verschifft. Der Sklavenhändler Frederik Bargum baute in Kopenhagen Das gelbe Palais, wo heute die Verwaltung des Königshauses residiert; ein anderer Sklavenhändler erbaute die Marienborg, heute die Repräsentationsvilla des Ministerpräsidenten.

#### Frankreich
Per Edikt vom 3. Juli 1315 hatte König Ludwig X. verfügt, dass mit Betreten französischen Bodens jeder Status der persönlichen Unfreiheit auf der Stelle zu enden hatte. Das Verbot der Sklaverei umfasste jedoch nicht die französischen Kolonien. Mitte des 17. Jahrhunderts trat Frankreich in den internationalen Sklavenhandel ein, nachdem es erste Handelsstützpunkte in Senegal, Réunion, Guadeloupe (siehe auch: Memorial ACTe) und Martinique errichtet hatte. Insbesondere die Städte Nantes und Bordeaux verdankten ihren wirtschaftlichen Aufstieg dem französischen Sklavenhandel. Die meisten Sklaven, die auf den französischen Markt gelangten, wurden in den überseeischen Kolonien eingesetzt. So gelangten von 1500 bis 1880 ca. 1,6 Mio. afrikanische Sklaven auf die französischen Antillen. Ludwig XIV. erließ 1685 den Code Noir, ein bis 1848 gültiges Gesetzeswerk, das die Beziehungen zwischen Sklavenhaltern und Sklaven umfassend regelte.
Am 9. August 1777 untersagte Ludwig XVI., mittels der Déclaration du Roi, pour la police des Noirs, de facto die Einfuhr von Sklaven in das französische Mutterland: Die Deklaration hinsichtlich des Umgangs mit Schwarzen bestimmte, dass in Übersee wohnhafte Weiße bei der Einreise nach Frankreich keine „Schwarzen, Mulatten oder sonstige Farbigen (Gens de coleur)“ mit sich führen dürften; solche Personen müssten in speziell gesicherten Unterkünften (dépôts) die Wiederausreise ihres Herren abwarten und dürften währenddessen möglichst keinen Kontakt mit der französischen Bevölkerung unterhalten. Indem die Deklaration aber den Begriff „Sklave“ vermied, umging sie den Einspruch des Pariser Gerichtshofs (Parlement de Paris). Das Pariser Parlement hatte zuvor jeden Aufenthalt von Sklaven in seinem Wirkungsbereich untersagt, und war beispielsweise gegen zwei königliche Verfügungen vorgegangen, die 1716 und 1738 auf eine Tolerierung der Sklavenhaltung im französischen Mutterland gezielt hatten.
Erstmals vollständig abgeschafft wurde die Sklaverei, auch in den Kolonien, während der Französischen Revolution, durch den Nationalkonvent am 4. Februar 1794. In seiner Eigenschaft als Erster Konsul widerrief Napoleon Bonaparte die Sklavenbefreiung jedoch am 20. Mai 1802. Er entsandte Truppen in die französische Kolonie Saint-Domingue, das heutige Haiti, um den dortigen Freiheitskampf der Sklaven um Toussaint Louverture niederzuschlagen. Endgültig abgeschafft wurde die Sklaverei in Frankreich erst auf Initiative von Victor Schœlcher in der Zweiten Französischen Republik am 27. April 1848.

#### Großbritannien
Wohlhabende britische Kaufleute und Reeder waren im Sklavenhandel insbesondere zwischen Westafrika und Nordamerika engagiert. Gegen ihren erbitterten Widerstand setzten vor allem baptistische Missionare und der evangelikale Anglikaner William Wilberforce durch, dass das Parlament in Großbritannien und seinen Kolonien 1807 den Sklavenhandel verbot. Die britische Marine setzte das Verbot des Sklavenhandels mit Gewalt auch gegenüber Schiffen anderer Staaten durch und entzog damit dem atlantischen Sklavenhandel die Grundlage. 1834 wurde die Sklaverei selbst verboten, die Eigentümer von Sklaven wurden großzügig entschädigt.

#### Kirchenstaat / Vatikan
Papst Eugen IV. verurteilte mit den Bullen Creator Omnium (1434) und Sicut dudum (1435) bereits frühzeitig die Sklavenjagden auf den Kanaren, die damals noch zu Portugal gehörten. Die Exkommunikationsdrohung schützte explizit jene Kanaren, die zum Christentum konvertiert waren. Bereits kurz nach der Entdeckung Amerikas erließ Papst Paul III. 1537 die Bulle Sublimis Deus, womit die Versklavung der Indios verboten wurde. Die Bulle ging aber noch weiter und betonte, dass dieses Verbot für alle Völker, auch für bisher noch unentdeckte, gelte. Sie wird daher auch als die „Magna Charta des Völkerrechts“ bezeichnet:
1. Alle Völker der Erde sind ihrer Natur nach wahre Menschen;
2. als solche genießen sie ihre Freiheit und ihren Besitz und können erlaubterweise nicht dessen beraubt und zu Sklaven gemacht werden;
3. alle sind durch Predigt und gutes Beispiel zum christlichen Glauben einzuladen.

Auch der Loskauf von christlichen Sklaven unter muslimischer Herrschaft war ein wichtiges Thema. Bereits 1198 wurde zu diesem Zweck der Orden der Trinitarier gegründet, 1218 die Mercedarier. So verbrachte etwa der spätere spanische Nationaldichter Cervantes fünf Jahre als Sklave in Algier, bevor er von den Trinitariern freigekauft wurde. Dennoch war in den folgenden Jahrhunderten die Sklaverei mit Einschränkungen im Kirchenstaat wie in anderen europäischen Ländern erlaubt und wurde erst 1838 endgültig verboten. Die italienische Historikerin Marina Caffiero hat ihre Lage vor allem im 18. und 19. Jahrhundert zuletzt erforscht. Davor schon setzte sich der Vatikan für die Abschaffung des Sklavenhandels ein. Papst Pius VII. unterstützte eine diesbezügliche Entscheidung am Wiener Kongress 1815 und forderte den französischen König (1814) sowie den portugiesischen König (1823) nachdrücklich auf, diese Praxis zu beenden.

#### Niederlande
Die Mitglieder der 1621 gegründeten „West-Indischen Compagnie“ machten im atlantischen Dreieckshandel zwischen Afrika, Amerika und Europa ihre Vermögen. Historiker haben errechnet, dass zwischen 1601 und 1825 527.000 Afrikaner als Sklaven von niederländischen Schiffen nach Amerika geschafft wurden, die meisten im 18. Jahrhundert. Die Sklaverei wurde in den Niederlanden erst 1863 abgeschafft. Auch die Niederländische Ostindien-Kompagnie machte ihre Gewinne auch durch Plantagenwirtschaft mit Sklaven und Sklavenhandel, zum Beispiel in Batavia. So wurde das Goldene Zeitalter mitfinanziert. Am 1. Juli 2023 bat König Willem-Alexander um Verzeihung für die Beteiligung der Niederlande an der Sklaverei.

#### Portugal

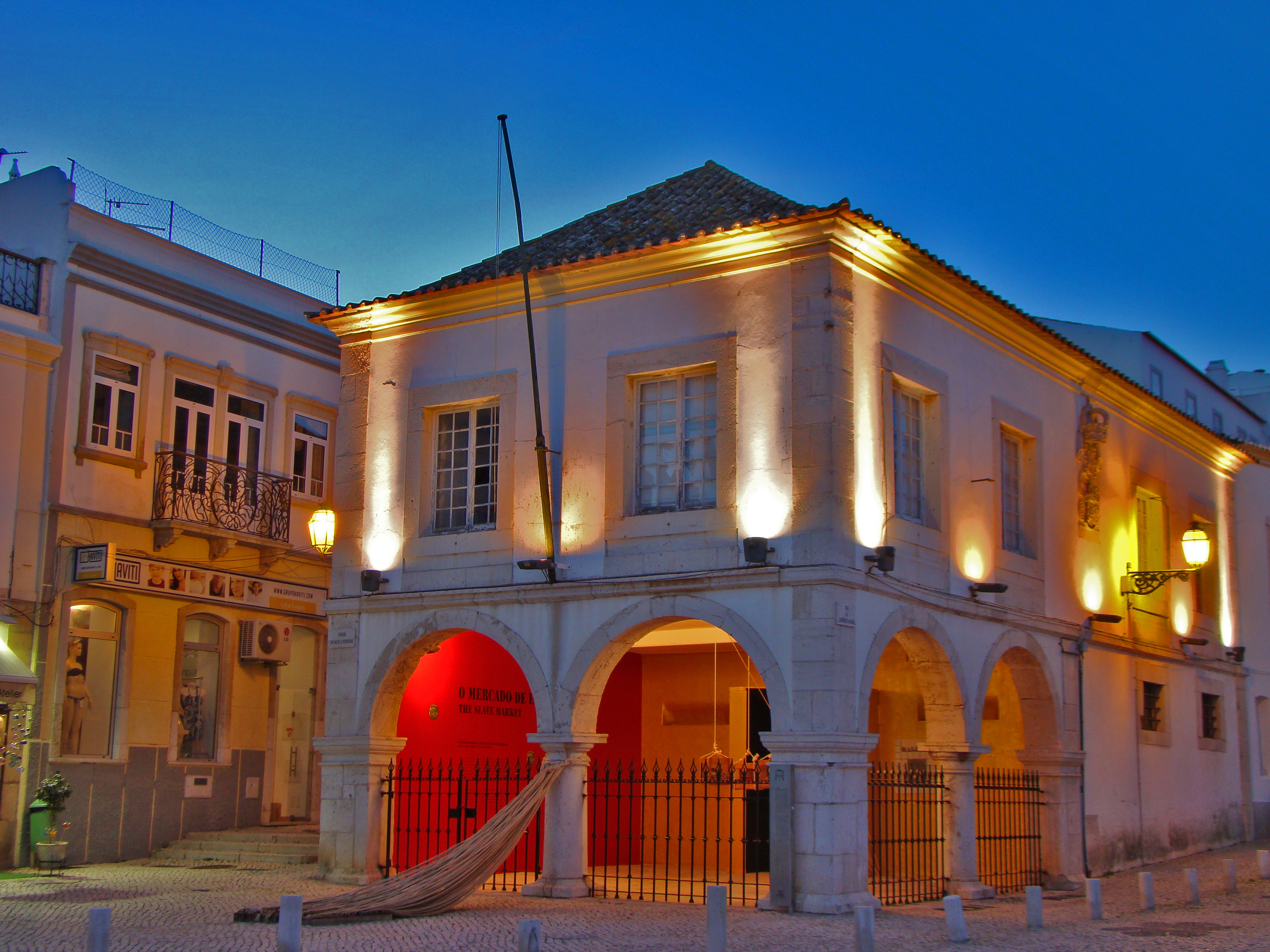
Gebäude des Sklavenmarktes in Lagos (Portugal) von 1691

Schwarze Sklaven, vorwiegend aus Guinea und dem Senegal kamen seit dem 15. Jahrhundert nach Portugal. Die südportugiesische Hafenstadt Lagos eröffnete 1444 einen bedeutenden Sklavenmarkt, dessen 1691 errichtetes Gebäude noch heute besteht. 1820 wurde der Sklavenhandel verboten.
Im Jahr 2009 entdeckten portugiesische Archäologen bei Bauarbeiten in Lagos 158 Skelette. Sie zeigten Anzeichen von Mangelernährung, unbehandelte Verletzungen und schwerste körperliche Misshandlungen. Die Leichen waren teilweise gefesselt, viele trugen Gegenstände afrikanischer Herkunft wie Ringe und Halsketten.
Siehe Sklavenhandel#Portugal.

#### Rumänien
In Rumänien waren vor allem Roma versklavt, in den Fürstentümern Walachei und Moldau über 500 Jahre nach der ersten Schenkung von Roma-Slaven an ein Kloster im Jahr 1385. Sklavenbesitzer waren die Bojaren, die christlich-orthodoxen Klöster und staatliche Institutionen. Einer der größten Sklavenbesitzer in Europa war der walachische Fürst Vlad III. Drăculea. 1445 kaufte er von den Bulgaren ca. 11.000–12.000 Roma-Sklaven und setzte sie u. a. als Soldaten und Leibwache ein, andere als Haus- und Feldsklaven. Nach dem Sieg über seinen moldauischen Nachbarn und Vetter Stefan den Großen 1471 gewann er weitere 17.000 Roma-Sklaven als Kriegsbeute.
Die Befreiung der Roma-Sklaven erfolgte in mehreren Schritten von 1843 bis 1856, unter anderem auch auf Druck des Habsburgerreichs, das die Roma 1786 befreit hatte. Ein Gesetz vom 22. März 1843 befreite alle Sklaven in Staatsbesitz, am 11. Februar 1847 folgte ein Gesetz zur Freilassung aller Sklaven im kirchlichen Besitz, d. h. des Metropoliten, der Bischöfe und der Klöster. Alleine in den walachischen Distrikten waren 11.446 Familien mit 47.245 Roma Sklaven der Klöster gewesen. Am 22. Dezember 1855 wurden per Beschluss der Nationalversammlung im Fürstentum Moldau schließlich auch die Sklaven in Besitz der Adligen befreit. Als Entschädigung zahlte der Staat acht Goldstücke für die sesshaften und vier Goldstücke für die nomadischen Roma an die ehemaligen Sklavenhalter. Am 8. Februarjul. / 20. Februar 1856greg. hob Fürst Barbu Dimitrie Știrbei die Sklaverei im Fürstentum Walachei auf. Pro Individuum zahlte der Staat zehn Goldmünzen als Entschädigung an die Sklavenhalter. Insgesamt wurden in den beiden Fürstentümern schätzungsweise 250.000 bis 300.000 Menschen befreit, dies entsprach etwa 7,5 % der Gesamtbevölkerung. Seit 2011 ist der 20. Februar in Rumänien ein offizieller Gedenktag. Papst Franziskus bat 2019 bei seinem Besuch in Rumänien bei der Roma-Gemeinschaft in Blaj im Namen der Kirche um „Vergebung dafür, wenn wir euch im Laufe der Geschichte diskriminiert, misshandelt oder falsch angeschaut haben“. Für die Rumänisch-Orthodoxe Kirche lehnte ihr Patriarch Daniel Ciobotea 2016 eine solche Entschuldigung ab mit Verweis auf einige orthodoxe Pfarrer, die die Sklaven unterstützt hatten.

#### Russland
Als 1382 die Goldene Horde Moskau eroberte, wurden Tausende von Einwohnern als Sklaven verschleppt; bis ins 16. Jahrhundert wiederholte sich das. 1521 griff der Krim-Khan Mehmed I. Giray mit seinen kasanischen Verbündeten Moskau an und nahm Tausende von Menschen gefangen. 1571 eroberten die Krimtataren Moskau und verbrannten alles bis auf den Kreml, die Moskauer wurden versklavt. Auf der Krim waren etwa 75 % der Bevölkerung Sklaven. Im 16. Jahrhundert gab es im russischen Großfürstentum Moskau vorwiegend Sklaven, die sich verkauft hatten und als Hausangestellte in den reichsten Familien arbeiteten. Gesetze verboten den Herren, Sklaven in Hungerzeiten zu befreien, um sie nicht ernähren zu müssen, und diese blieben meist lang bei ihren Besitzern. Das Domostroi rät, Sklaven mit gutem Charakter auszuwählen und sie angemessen zu versorgen. Zar Fjodor III. machte 1679 russische Sklaven in der Landwirtschaft formell zu Leibeigenen. Die Sklaverei bestand bis 1723, als Peter der Große auch die Haussklaven in Leibeigene verwandelte.
Die russische Eroberung des Kaukasus schaffte dort die Sklaverei in den 1860er Jahren ab, die islamischen Khanate von Buchara, Samarqand und Chiwa folgten in den 1870er Jahren. Die russische Verwaltung befreite 1859 die Sklaven in Kasachstan. Ein großer Sklavenmarkt für russische und persische Sklaven lag im Khanat Chiwa.

#### Schweden
Siehe Schwedischer Sklavenhandel.

#### Spanien
Im August 1518 erlaubte Kaiser Karl V. dem flämischen Kaufmann Lorenzo de Gorrevot, 4000 Sklaven aus Afrika über den Atlantik in die «Neue Welt» zu verschiffen. Ende des 18. und fast das gesamte 19. Jahrhundert hindurch war Katalonien die treibende Kraft hinter dem Handel mit afrikanischen Sklaven, die in den spanischen Kolonien in der Karibik eingesetzt wurden. Etwa der Hälfte der Prachtbauten in Barcelona wurden aus den Gewinnen aus dem Sklavenhandel finanziert.
Am 9. Juni 1537 verbot Papst Paul III. in der Bulle „Sublimis Deus“ von jede Form von Sklaverei. Wie alle Völker der Erde seien die Indios „wirkliche Menschen“, denen man Freiheit und Besitz nicht rauben dürfe. Infolge ihrer Freiheit vor Gott und dem Gesetz stehe den Ureinwohnern das Recht zu, sich taufen zu lassen. Das Dokument hielt Missionare an, die Bewohner durch Verkündigung und gutes Beispiel zum christlichen Glauben einzuladen. Der Kaiserhof übernahm diese Position zumindest äußerlich. Siedler und Kaufleute unterliefen diese Normen in der Regel.

### Nord- und Südamerika

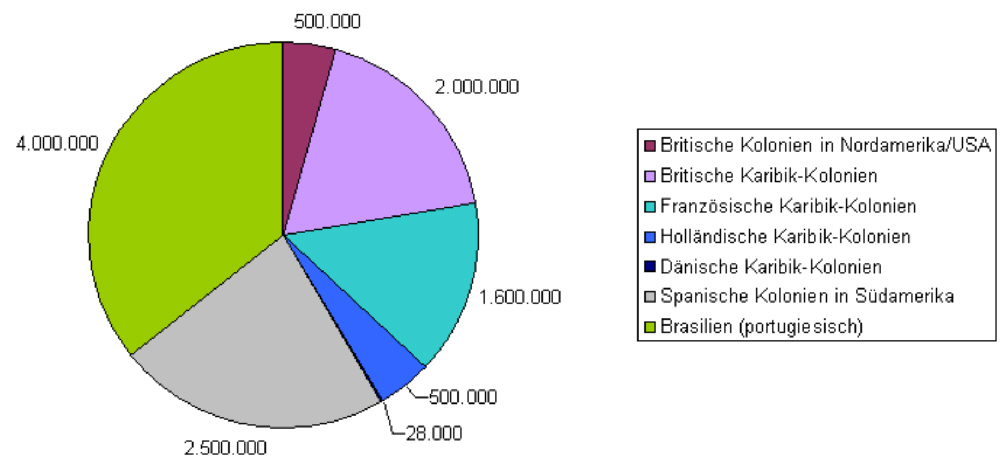
Zielgebiete für afrikanische Sklaven
in Amerika, 1492–1870

Kurz nach der Entdeckung Amerikas durch Christoph Kolumbus im Jahr 1492 begannen Kolonisten, Ureinwohner Amerikas zu versklaven. Einer der ersten Orte intensiver Versklavung (unter anderem der Arawaken) und Sklavenarbeit waren die Goldminen auf Hispaniola. Von 1492 bis 1870 wurden mehr als elf Millionen afrikanischer Sklaven nach Amerika verkauft. Die meisten davon (4,1 Millionen) wurden über den transatlantischen Dreieckshandel in die britischen, französischen, holländischen und dänischen Kolonien in der Karibik deportiert. Etwa vier Millionen Afrikaner wurden von portugiesischen Händlern nach Brasilien deportiert; 2,5 Millionen wurden in spanische Kolonien in Südamerika verkauft.
Etwa 500.000 afrikanische Sklaven gelangten in die dreizehn britischen Kolonien auf dem nordamerikanischen Festland; dort wurden 1776 die Vereinigten Staaten (USA) gegründet.

#### Vereinigte Staaten von Amerika

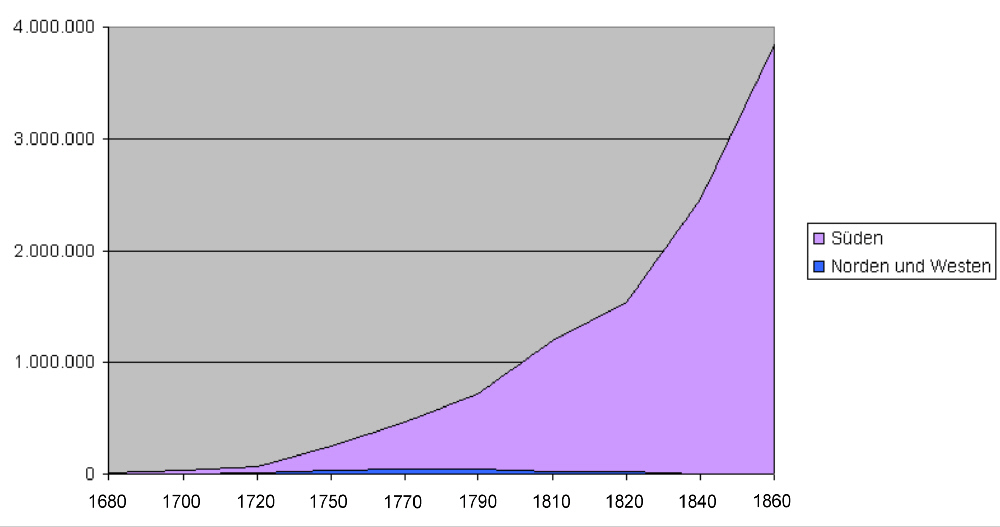
Zahl der Sklaven in den Nord- und Südstaaten, 1680 bis 1860

Edmund S. Morgan schrieb 1972, es sei ein zentrales Paradox der amerikanischen Geschichte, dass Freiheit und Gleichheit, eine Betonung der Klassenlosigkeit als zentrale amerikanische Werte ganz wesentlich auf der Sklaverei und dem zugehörigen Rassismus beruhten. In England sei die individuelle Freiheit stärker betont und die Sklaverei viel früher abgeschafft und bekämpft worden. Die ständische / klassenspezifische Trennung sei deutlich stärker gewesen.
Allgemein bekannt ist die Sklaverei aus den Südstaaten der USA, die viele Menschen aus Afrika als Arbeitskräfte für die Landwirtschaft importierten. Hunderttausende Schwarze starben.
Bis in die 1840er Jahre gab es auch in vielen Nordstaaten Sklaverei; dort gab es allerdings sehr viel weniger Sklaven als in den Südstaaten. Die Sklaverei in den Nordstaaten hatte ihren Zenit zum Zeitpunkt der Unabhängigkeitserklärung überschritten. In den Südstaaten stieg die Zahl der Sklaven von der Gründung der Kolonien bis zum Sezessionskrieg beständig an. Bei der Volkszählung des Jahres 1860 wurden in den USA 3.953.760 Sklaven gezählt; diese befanden sich (bis auf 64, die in den Nordstaaten oder im amerikanischen Westen lebten) in den Südstaaten.
Mit der Sklaverei entwickelte sich auch der Rassismus vieler Weißer gegenüber der schwarzen Sklavenbevölkerung sowie eine Spaltung zwischen freien und unfreien Schwarzen. Wirtschaftlicher Ausgangspunkt der Hochblüte, die die Sklaverei im 18. und 19. Jahrhundert auf dem Staatsgebiet der USA erlebte, war die Entstehung einer Plantagenökonomie mit profitablen und aufwändig zu kultivierenden landwirtschaftlichen Erzeugnissen wie Tabak, Rohrzucker, Reis und Baumwolle. Obwohl die Sklaven haltenden Plantagenbesitzer aus dem Süden in der Bundespolitik ein festes Standbein hatten – von der Unabhängigkeitserklärung bis zum Sezessionskrieg waren die Mehrzahl der Präsidenten selbst Sklavenhalter –, mehrten sich unter den Bundespolitikern die Abolitionisten, die die Sklaverei abschaffen wollten. Vorbereitet und kräftig unterstützt wurden diese politischen Auseinandersetzungen durch ein im Pietismus und der protestantischen Mission des 18. und 19. Jahrhunderts entstandenes neues Verständnis vom Menschen als Gotteskind und Individuum, das alle Menschen einschloss. Hinzu kamen Erfahrungen der Scheußlichkeiten des Sklavenhandels und der Sklavenarbeit. Einzelne Quäker verurteilten die Sklavenhaltung bereits im 17. Jahrhundert. Die Methodisten erließen 1780 das erste kirchliche Verbot der Sklaverei, weil diese dem Gesetz Gottes widerspreche. Die Baptisten in den Südstaaten schlossen sich 1789 mit einer ähnlichen Begründung an. Der Kampfruf „Sklaverei ist Sünde!“ (Slavery is sin!) eröffnete etwa um 1820 den Feldzug gegen die Sklaverei (Abolitionist Movement). Einen gewaltigen Einfluss hatte der Roman Uncle Tom’s Cabin (Onkel Toms Hütte) (1852) der Presbyterianerin Harriet Beecher Stowe. Die Kontroverse für oder gegen die Beibehaltung der Sklaverei mündete nach der Wahl von Abraham Lincoln in den Austritt der Südstaaten aus der Union und deren Neuorganisation als Konföderierte Staaten von Amerika. Die Konföderation begann mit dem Angriff auf Fort Sumter die Kriegshandlungen des Sezessionskrieges. Die Nordstaaten gewannen den Krieg und zwangen die unterlegenen Südstaaten zur Abschaffung der Sklaverei.
Am 18. Dezember 1865 wurde mit der Ratifikation des 13. Zusatzes („Amendment“) zur US-amerikanischen Verfassung durch die Bundesstaaten die Sklaverei in den USA verboten. Trotzdem waren die ehemaligen Sklaven in vielen Bereichen der USA nicht gleichberechtigt. Der meist friedliche Kampf für Gleichberechtigung und gegen Rassentrennung setzte sich bis in die späten 1960er Jahre fort. Der Baptistenpfarrer Martin Luther King gilt als einer der bedeutendsten Führer dieser Bewegung.
Amerikaner afrikanischer Abstammung werden heute als Afroamerikaner bezeichnet.

#### Kanada
In Kanada praktizierten manche der First Nations Sklaverei – als Kriegsgefangenschaft. Nach der Gründung der französischen Kolonien im frühen 17. Jahrhundert begannen auch die europäischen Siedler Sklaven zu halten, die sie entweder von verbündeten Indianervölkern zum Geschenk erhielten oder – dies traf vor allem auf französische Adlige zu, die häufig afrikanischstämmige Sklaven besaßen – aus Europa mitbrachten. Als Neufrankreich (Québec) 1730 an Großbritannien fiel, lebten dort mehr als 1.000 Sklaven. Auch nach dem Frieden von Paris (1763) bestand die Sklaverei im britischen Kanada fort.
Den ersten Schritt zu ihrer Abschaffung bildete ein 1793 in Oberkanada verabschiedetes Gesetz, das verbot, dass in diesem Landesteil neuen Sklaven eingeführt wurden und dass nach dem Stichtag geborene Sklaven als Erwachsene befreit werden sollten. In Niederkanada wurde 1803 gerichtlich festgestellt, dass Sklaverei mit dem britischen Gesetz nicht zu vereinbaren sei. Zu einer Freilassung der verbliebenen kanadischen Sklaven führte der 1834 vom britischen Parlament verabschiedete Slavery Abolition Act, mit dem die Sklaverei in allen Teilen des britischen Empires abgeschafft wurde.

#### Karibik
Die Mehrzahl der Sklaven, die im 17. und frühen 18. Jahrhundert aus Afrika verschleppt wurden, kamen in die Zuckerrohrplantagen auf Inseln in der Karibik, vor allem auf das spanische Kuba, das französische Hispaniola, das britische Jamaika, sowie auf das nordamerikanische Festland.
In Kuba, seit 1492 eine spanische Kolonie, fehlten den Kolonisten einheimische Arbeitskräfte, sodass sie von Anfang an Sklaven einsetzten. Die Einfuhr afrikanischer Sklaven begann 1526. Sklaven arbeiteten in allen Wirtschaftsbereichen, die größte Rolle spielte ihre Arbeitskraft jedoch im Zuckerrohr- und Kaffeeanbau. Sklaverei bestand in Kuba bis 1886.
Auf der britischen Kolonie Jamaika wurden ebenso Tausende Sklaven für den Zuckerrohranbau eingesetzt. Es gab mehrere Aufstände, der größte war 1760/61 Tacky’s Rebellion.
In Frankreich wurde der Umgang mit den Sklaven unter Ludwig XIV. 1685 der Code Noir von Colbert geregelt, der erst 1848 aufgehoben wurde. Damit war er 163 Jahre als „monströsester Text der Moderne“ (Louis Sala-Molins) gültig. Kein einziger der großen französischen Aufklärer hatte erwogen, die Ideale der Revolution auch in den französischen Kolonien und damit für die Sklaven zur Geltung zu bringen.
Die Französische Revolution im Jahr 1789 verkündigte die Ideale von Freiheit, Gleichheit und Brüderlichkeit, diese verbreiteten sich auch in den Kolonien und trugen dazu bei, dass die schwarzen Sklaven auf Haiti 1791 aufstanden. Anführer der Aufständischen war Toussaint Louverture. 1794 wurde mit einer nie in Kraft getretenen Verordnung der „Code Noir“ und damit die Sklaverei in allen französischen Kolonien und damit auch auf Haiti aufgehoben. Napoleon Bonaparte bestätigte 1802 ausdrücklich die Fortdauer der Sklaverei, woraufhin ein erneuter Sklavenaufstand ausbrach. 1804 erreichte Haiti endgültig seine Unabhängigkeit. Damit war die Sklaverei dort besiegt. Der Sklavenaufstand auf Haiti war der einzige, der zur Gründung eines unabhängigen Staates führte.

#### Brasilien

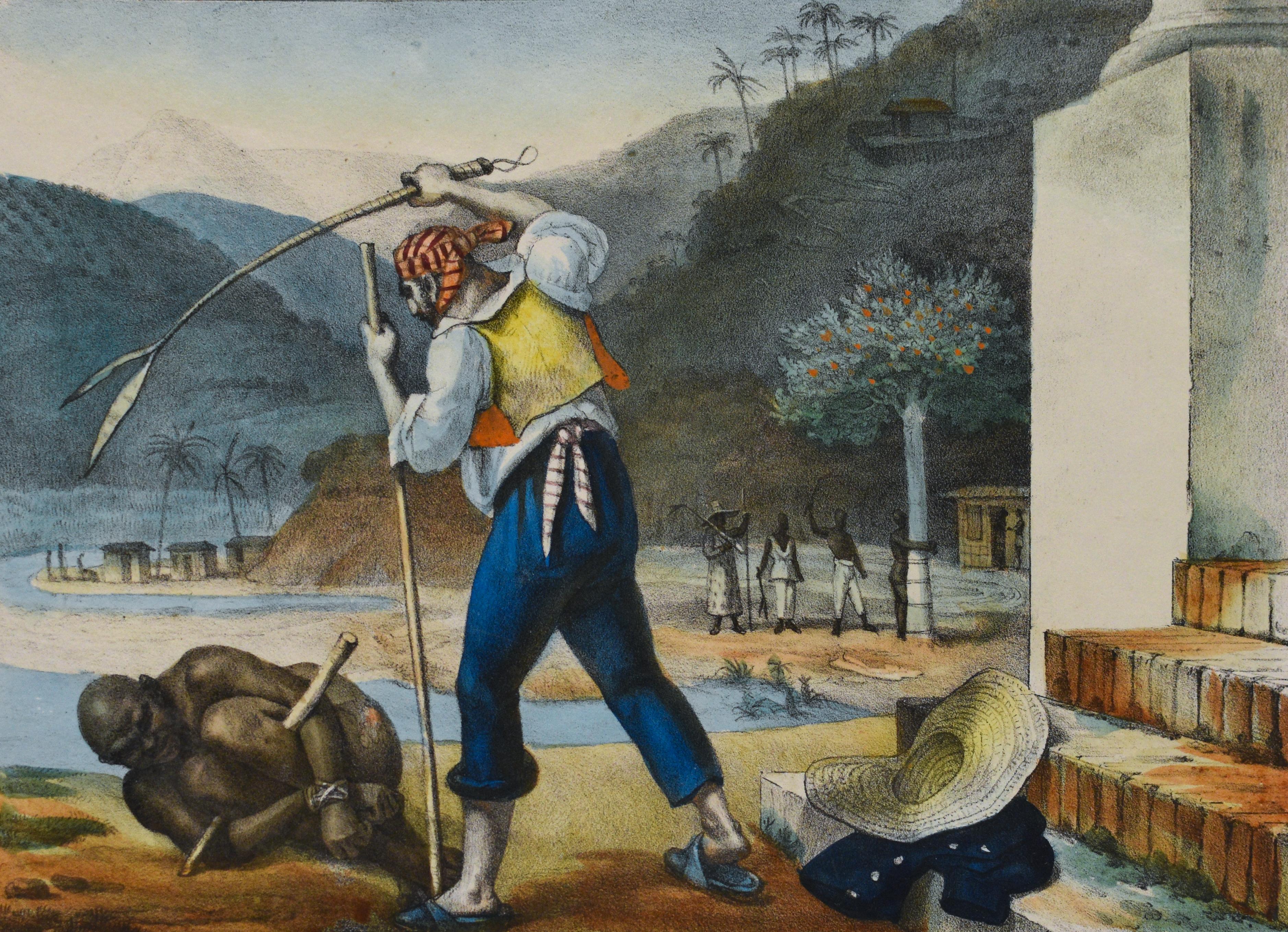
Sklaverei in Brasilien, Gemälde von Jean-Baptiste Debret.

Die Wirtschaft Brasiliens, das seit 1500 portugiesische Kolonie war, basierte jahrhundertelang auf der Arbeitskraft von Sklaven. Die Ausbeutung indianischer Sklaven im Zuckerrohranbau erreichte zwischen 1540 und 1570 ihren Höhepunkt. Die indianische Bevölkerung wurde aber durch verschiedene Faktoren, wie zum Beispiel aus Europa importierte Krankheiten (vor allem Pocken), dermaßen dezimiert, dass die Portugiesen, die seit jeher eng mit dem afrikanischen Sklavenhandel verbunden waren, seit 1570 verstärkt afrikanische Sklaven ins Land holten, was sie vereinzelt schon seit den 1530er Jahren getan hatten. Über die Zahl der nach Brasilien deportierten Afrikaner werden in der Literatur uneinheitliche Angaben gemacht. Sie reichen von mehr als 3 Mio. bis 4 Mio. Unstrittig ist, dass nach Brasilien bis 1850 weitaus mehr afrikanische Sklaven verschleppt wurden als in irgendein anderes Land auf dem amerikanischen Doppelkontinent, viele kamen aus Angola. In Brasilien leben heute die meisten Menschen afrikanischer Abkunft außerhalb Afrikas.
Schwerpunkt des Einsatzes von Sklavenarbeit blieb zunächst im Nordosten der Zuckerrohranbau. Im 18. Jahrhundert wurden Sklaven in den Goldminen (Minas Gerais mit 300 000 Sklaven um 1800, Goiás, Mato Grosso) benötigt. Im Südwesten mussten Sklaven auch auf Plantagen (Anbau von Zuckerrohr und Kaffee) arbeiten. Im frühen 16. Jahrhundert versuchten die Niederländer, den Norden zu erobern, was ihnen am Ende auch aufgrund des Militäreinsatzes von Sklaven im Dienste Portugals nicht gelang. Diesen wurde die Freilassung gewährt. Dennoch blieben die sozialen Verhältnisse so schlecht, dass Sklaven Fluchtsiedlungen errichteten (Quilombos), von denen die bekannteste Palmares bis 1695 wurde.

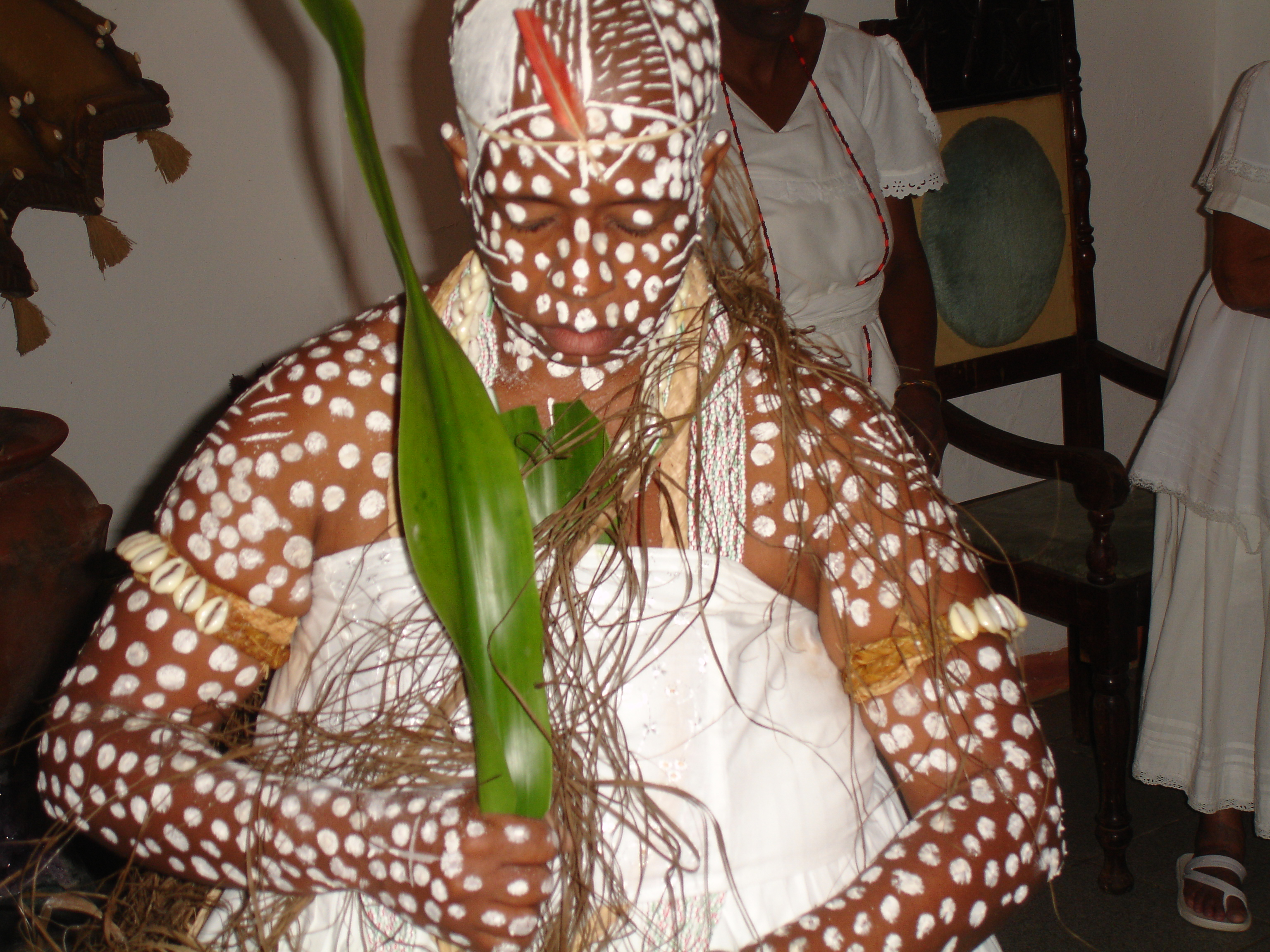
Ritual der Sklavenreligion Candomblé

Anders als etwa in den Vereinigten Staaten, wo Sklaven teuer waren, gehörten die Sklavenhalter in Brasilien allen sozialen Schichten an; selbst Arme hielten Sklaven. Um 1850 waren von den 100 000 Einwohners Rio de Janeiros etwa 40 % Sklaven. Zu den kulturellen Reaktionen gehörte die Ausbildung spezifischer Sklavenreligionen durch Mischung von christlichen mit afrikanischen Elementen, deren größte Candomblé war.
Als Portugal die Sklaverei 1761 abschaffte, blieb sie in Brasilien weiter bestehen. Auch die brasilianische Unabhängigkeitserklärung (1822) führte nicht zu einer Abschaffung der Sklaverei. Aus dem transatlantischen Sklavenhandel trat das Land erst 1850 aus. Die Abschaffung der Sklaverei erfolgte von 1871 an in mehreren Schritten; den Abschluss dieses Prozesses markiert das 1888 verabschiedete Lei Áurea, mit dem die Sklaverei offiziell aufgehoben wurde. Das Kaiserreich Brasilien war damit das letzte Land der westlichen Welt, in dem die Sklaverei abgeschafft wurde. Die Nachfahren der afrikanischen Sklaven werden heute meist als Afrobrasilianer bezeichnet.
Nachdem im Zuge der ersten Entdeckungsfahrten noch in der zweiten Hälfte des 15. Jahrhunderts Päpste die Versklavung von Heiden erlaubt hatten, sprach Papst Paul III. sich 1537 mit der Bulle Sublimis Deus gegen die Sklaverei aus. Zahlreiche weitere Verurteilungen folgten; zuletzt schrieb 1839 Gregor XVI. die Bulle In supremo Apostolatus fastigio und Leo XIII. schrieb 1888 in der Enzyklika In plurimis zur Bekämpfung der Sklaverei an die brasilianischen Bischöfe.

## Sklaverei in Asien
In Sibirien hielten beispielsweise die Jakuten und die Burjaten Sklaven in geringer Zahl. Mit der russischen Eroberung im 16. und 17. Jahrhundert wurden dortige Indigene versklavt und Frauen zur Prostitution gezwungen. Lange war die russische Regierung nicht an der davon befreienden Christianisierung interessiert, um weiter den Jassak als Steuer einziehen zu können.

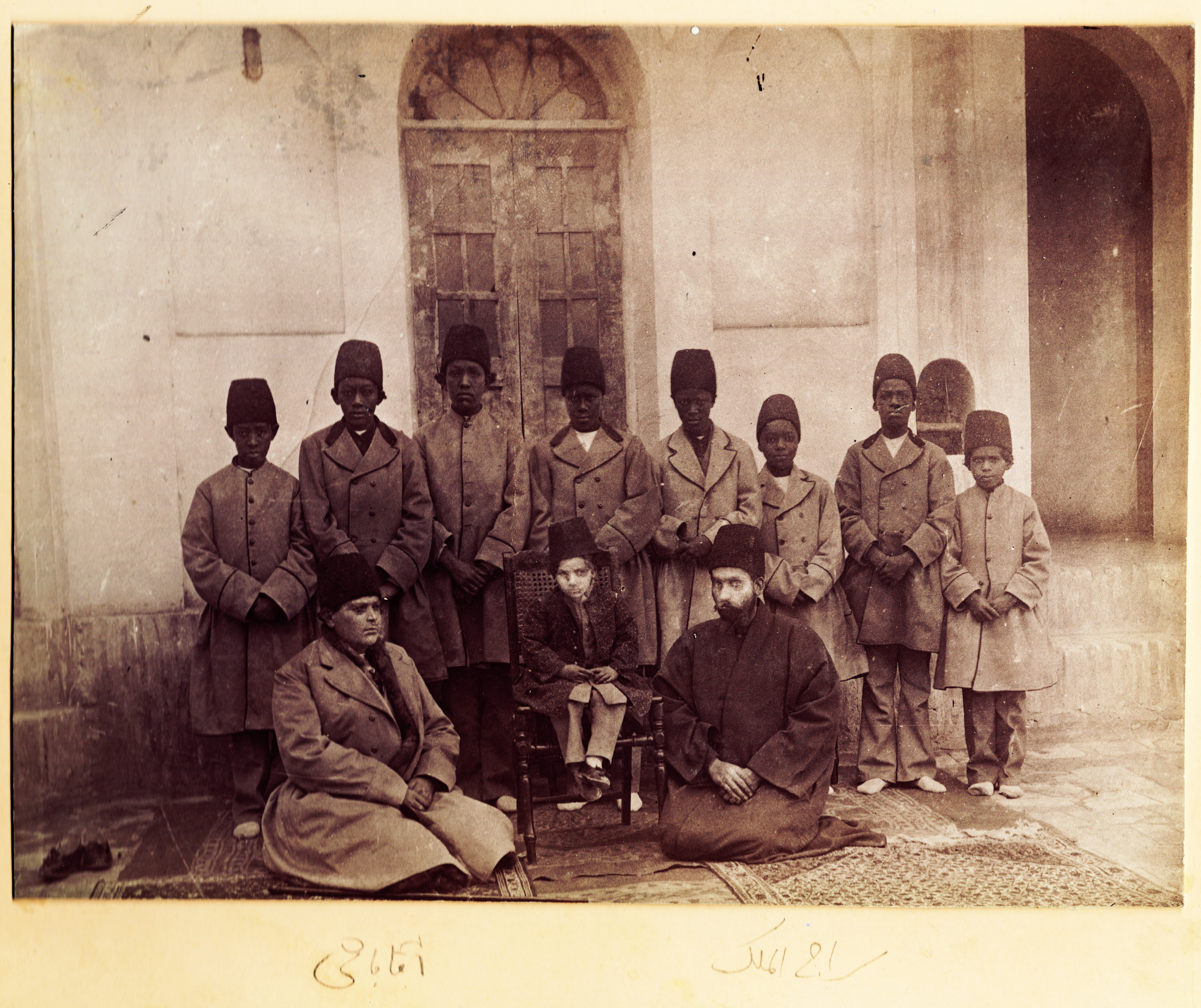
Sohn eines Slavenbesitzers (Mitte) in Isfahan um 1880, acht afrikanische Eunuchen im Hintergrund

Im Perserreich war Sklaverei in der Safawidenzeit ab 1502 üblich. Sie wurden in Ostafrika gekauft oder durch Kriege aus der Kaukasusregion beschafft. Auch nach Aufständen etwa der Afghanen wurden Tausende versklavt. Christliche Armenier mussten regelmäßig Jungen und Mädchen dem Herrscher zuliefern. Männliche Sklaven wurden in das Militär (Ghulam) eingezogen oder als Eunuchen eingesetzt, weibliche dienten in der Hausarbeit oder für Sexdienste. Der Harem und Hof des Schahs Sultan Hosein (1694–1722) soll 5000 Sklaven umfasst haben. Die Nachfolger wurden vorzugsweise von Konkubinen geboren, um eigene Verwandte vom einer Nachfolge abzuhalten. Unter den Kadscharen (1779–1925) wurden wie zuvor schwarzafrikanische Frauen vor allem im Haushalt von höhergestellten Familien eingesetzt und Eunuchen im königlichen Harem und Militär. Erst mit der russischen Eroberung des Kaukasus 1828 versiegte diese Zufuhr, während der Import über See weiter möglich blieb. Im 20. Jahrhundert (1929) wurde Sklaverei offiziell verboten.
In der Geschichte Indiens wurde die Sklaverei erst im Kontext der islamischen Eroberung allgemein. Mit der Invasion des Industals (711) durch Muhammad ibn al-Qasim wurden zahllose Frauen und Kinder versklavt und teilweise in den Irak und nach Syrien verkauft. Sklavenraub wurde von da an kontinuierlich wiederholt. Mahmud von Ghazni (um 1000) ließ so viele Menschen versklaven, dass der Preis unter zwei Dirham fiel. Das Sultanat von Delhi begann mit der Sklavendynastie (ab 1206), die von ehemaligen Sklaven geführt wurde, die ihrerseits Versklavung von Indern als Finanzierungsmittel benutzten. In Nordindien dominierte die Sklaverei ab dem 13. Jahrhundert, in Bengalen wurde sie im 15. Jahrhundert stärker, darauf in Dekkan bis zum 17. Jahrhundert. Weiter blieb sie verbreitet im Mogulreich und wurde von den Afghanen in Nordindien im 18. Jahrhundert wiederbelebt. 1841 wird die Zahl der Sklaven in Indien auf acht oder 9 Mio. Menschen geschätzt, die meist in der Landwirtschaft arbeiteten. Das stärker muslimische Malabar hatte den größten Sklavenanteil, ungefähr 15 Prozent der Bevölkerung.
In Japan wurden seit dem 8. Jahrhundert Gesetze für Sklaven (Nuhi, 奴婢) in der Nara- und Heian-Periode erlassen, so genannte Ritsuryousei (律令制). Sklavenarbeit fand im Haus oder auf Bauernhöfen statt; der Anteil an der Bevölkerung betrug höchstens 5 %. In der Sengoko-Zeit (1467–1615) bestand weiterhin die Sklaverei, wenn sie auch 1590 offiziell abgeschafft wurde. Die Portugiesen in Japan kauften ab 1543 Sklaven in Japan für ihre asiatischen Kolonien und das Mutterland, wohin so die ersten Japaner in Europa gelangten. Die Zahl lag bei einigen hundert, darunter viele Frauen für die Prostitution auf den Schiffen oder in den Häfen, wie Bischof Luis de Cerqueira 1598 feststellte. Der japanische Herrscher Hideyoshi war über den Verkauf von Japanern ins Ausland so entrüstet, dass er sich bei den Jesuiten beschwerte und gegen das Christentum vorging. Seinerseits beteiligte er sich am Sklavenhandel mit koreanischen Kriegsgefangenen.
Sklaverei bestand in Südostasien, etwa in Thailand (dem früheren Siam), Birma, Kambodscha und Vietnam. Aufgrund der niedrigen Bevölkerungsdichte Südostasiens waren die meisten kleineren und größeren Reiche auf der Suche nach Menschen, die die fruchtbaren Gegenden bebauen und Städte aufbauen konnten. Es gab im Allgemeinen keine Vernichtungs-, sondern eher Verteilungskriege. Der Tod von Angehörigen der gegnerischen Bevölkerung wäre dabei ein unnötiger Verlust von Menschen gewesen. Dabei konnte der einzelne Mensch im Laufe seines Lebens mehrmals in andere Regionen des südostasiatischen Festlands verschleppt werden. Simon de La Loubère schreibt:

„… wenn das Volk von Pegu zum Beispiel auf der einen Seite nach Siam einmarschiert, werden die Siamesen an anderer Stelle in die Länder von Pegu eindringen und beide Parteien werden ganze Dörfer in Gefangenschaft schleppen.“

Dieses Zitat beschreibt die stete Zirkulation von Einwohnern rivalisierender Reiche in das Zentrum der Fänger, wo sie für den Arbeitseinsatz gemustert wurden. Menschen mit hohen Fertigkeiten wurden an den Hof gezogen, wo sie dem Palast zu Dienst sein konnten, andere wurden zum Ausbau der Infrastruktur benötigt, beispielsweise beim Graben von Kanälen. Bauern wurden in unbewohnten Gebieten angesiedelt und sorgten für Nahrungsproduktion. Dabei wurde darauf geachtet, dass Menschen derselben Ethnie zusammenlebten. Die bei Hofe tätigen Sklaven konnten hohe Positionen erreichen und waren vielfach besser gestellt als einfachen Leute. Sklaven konnten heiraten.
Neben den Sklaven aus fremden Gebieten gab es auch Sklaven, die aufgrund eines Vergehens oder einer Schuld ihre Freiheit verloren hatten. Nach Begleichung der Schuld wurden sie üblicherweise in die Freiheit entlassen. Da man die Arbeitskräfte für den Aufbau der Reiche benötigte, suchte man ihr Abwandern oder ihre Flucht zu verhindern. Da hierfür nicht genügend Wachpersonal zur Verfügung stand, wurden Sklaven relativ gut behandelt, so dass sie keinen Anlass zur Flucht hatten.
Anders als der atlantische Sklavenhandel, der von Ost nach West ging, wies der südostasiatische Sklavenhandel viele unterschiedliche Richtungen auf. Auch war der Unterschied zwischen einem Sklaven und einem Bürger weit geringer als in Amerika. Auch Nicht-Sklaven konnten jederzeit zur Zwangsarbeit herangezogen werden. Auch konnte man sie ohne größere Probleme an andere Orte umsiedeln.

## Sklaverei in Afrika
Für das vorkoloniale Afrika fehlen schriftliche Quellen und Angaben darüber, wie weit Sklavenhandel in die Geschichte zurückreicht. Deshalb spricht Jacques Heers von sehr alten Zeiten, in denen die Völker südlich der Sahara sich in Ethnien und Stämmen gegenüberstanden und oft ihre Krieger in benachbarte Dörfer schickten, um Frauen und Männer zu fangen. „In den meisten Ländern Schwarzafrikas war die Anzahl der Sklaven Kennzeichen des sozialen Ranges.“ Man habe bei einem Reichen nicht dessen Landbesitz, sondern seine Gefangenen und Frauen gezählt. Noch vor der Ausbreitung des Islam hätten in vielen Gegenden die Besiegten und Abgabepflichtigen als Zeichen ihrer Ergebenheit eine bestimmte Anzahl an Frauen und Männern abliefern müssen. Seit dem 7. Jahrhundert lieferten das christliche Äthiopien und Schwarzafrika (Nubien, Sudanregion) Millionen von Sklaven in den arabisch-islamischen Raum, später auch über den Transsaharahandel, vor allem über Ägypten als Handelszentrum.
Schwarze Sklaven haben im 12., 13. und 14. Jahrhundert im afrikanischen Gao, im Malireich und Songhaireich die Hauptrolle gespielt, und zwar bis in die Zeiten des atlantischen Sklavenhandels. In Benin, einem wichtigen Sklavenhalterstaat und Lieferant von Gefangenen für die europäischen und amerikanischen Menschenhändler, habe zum Beispiel im Jahre 1778 Jabou, ein wichtiger Kriegsherr, mehr als 10 000 Sklaven besessen, die er nie verkaufte. Sei er in den Krieg gezogen, habe er immer 5 000 bis 6 000 Sklaven befehligt.

### Um den Indischen Ozean

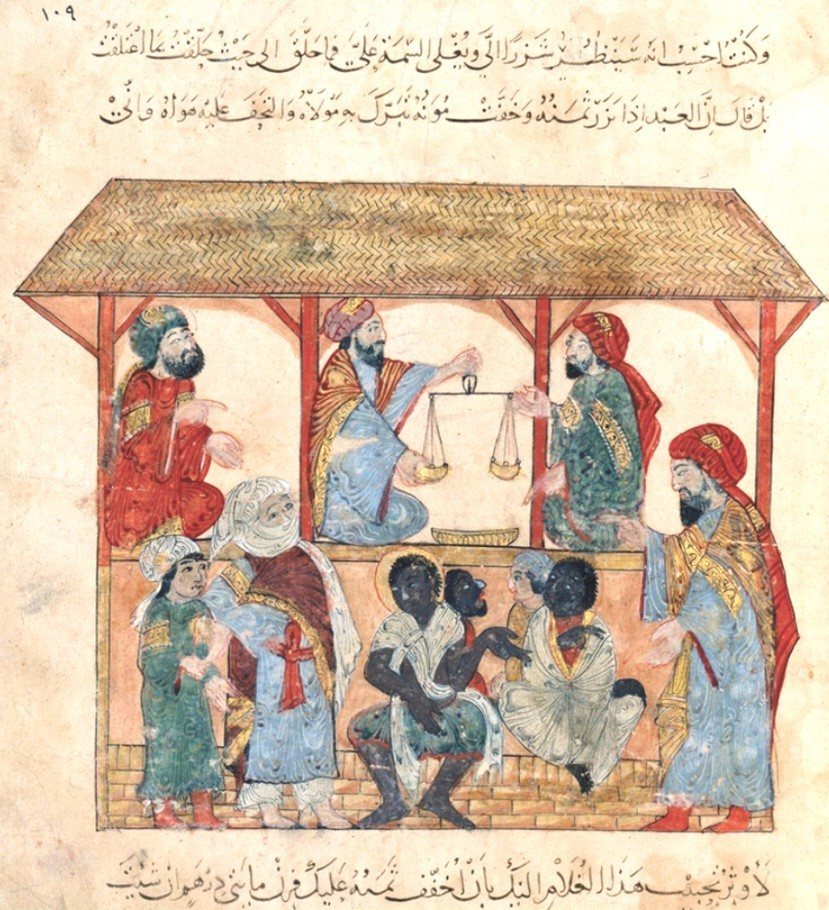
Sklavenmarkt im Jemen im 13. Jahrhundert

Während der transatlantische Sklavenhandel gut dokumentiert ist, fehlen genauere Zeugnisse für den von Ostafrika ausgehenden und von arabischen Händlern bestimmten Export von Schwarzafrikanern (siehe Ostafrikanischer Sklavenhandel). Der Umfang übertraf quantitativ den atlantischen Sklavenhandel. Im Westen kontrollierten ihn Küstenaraber und Inder, im Osten vorrangig Chinesen, Bugis und Malaien. Der Handel ging nicht nur in die arabischen Länder und zu den Persern (mit dem Handelszentrum Bandar Abbas), sondern über die Komoren auch nach Indien, wo sie im islamischen Nordosten begehrt waren, und nach Indonesien. Der Sklave aus Turkestan Qutb-ud-Din Aibak begründete zu Anfang des 13. Jahrhunderts die Sklavendynastie im Sultanat von Delhi. Das Bahmani-Sultanat im 14. bis 15. Jahrhundert versklavte Tausende von Hindus, insbesondere Frauen, um sie zum Islam zu überführen. Im muslimischen Teil Indiens lebten um 1850 über 8 Mio. Sklaven, für Bengalen gibt es für das Ende des 15. Jahrhunderts eine Überlieferung, in der von 8 000 Sklaven, die meisten aus Afrika, gesprochen wird. Die Siddi in Gujarat sind Nachfahren schwarzafrikanischer Sklaven. Erst der Indian Slavery Act (1843) beendete die Sklaverei in Britisch-Indien zumindest offiziell. Chinesen erwähnen seit dem 13. Jahrhundert Araber als Händler von schwarzen Sklaven. In Kanton gab es einen von der arabischen Kolonie kontrollierten Sklavenmarkt für Schwarzafrikaner, meist Frauen. Ibn Battūta erwähnt schwarze Sklaven im Besitz des muslimischen Sultans von Sumatra.
Auf den Maskarenen Mauritius und Réunion wurden Plantagenarbeiter von den europäischen Kolonialherren aus Mosambik und Madagaskar importiert, zwischen 1610 und 1810 160 000 Sklaven. Nich wenige entzogen sich durch Selbstmord dem befürchteten Kannibalismus, andere flohen als Maroons in die Berge. Die Kapkolonie ab etwa Ende des 17. Jahrhunderts ostafrikanische Sklaven, später auch aus Indien als Arbeitskräfte, während sie die ansässige Bevölkerung formell nicht versklavte. Die Buren galten als Herren von drakonischer Härte.
In heutiger Forschung wird festgestellt, dass die Abschaffung von Sklaverei in Afrika eine unvollendete Angelegenheit geblieben sei. Angesichts der Spezialisierung und Regionalisierung von Forschung seien Verallgemeinerungen schwierig, weil gerade für Afrika gilt, dass die „westliche“ Durchdringung der Welt an Gestaltungsspielräumen vor Ort ihre Grenzen gefunden habe.
Siehe auch:
- Zandsch
- Sklaverei in Westafrika
- Sklaverei in Mauretanien
- Sklaverei im Sudan
- Sklaverei in Libyen
- Barbareskenstaat

## 20. und 21. Jahrhundert
Im September 1926 schlossen die 44 Staaten des Völkerbundes in Genf das Sklavereiabkommen, das den europäischen Kolonialmächten weiter den Einsatz von Zwangsarbeit in ihren Kolonien ermöglichte und auch an den übrigen Formen der Sklaverei wenig änderte. 1948 wurde die Sklaverei im vierten Artikel der Allgemeinen Erklärung der Menschenrechte erneut verboten, mit ähnlich geringem Effekt. 1956 schlossen 40 Staaten in Genf ein weiteres Abkommen über die Abschaffung der Sklaverei. Trotzdem ist die Praxis der Sklaverei in der Gegenwart (2023) noch vielfach verbreitet.
Einer australischen NGO nach gibt es einen Global Slavery Index (GSI) zum Ausmaß der Sklaverei (mit der letzten Erhebung 2021). Darin wird eine Zahl von etwa 50 Mio. Menschen genannt, 28 Mio. Fälle von Zwangsarbeit, 22 Mio. Zwangsheiraten. Danach sind die Länder mit dem höchsten Prozentanteil von Sklaven/Zwangsarbeitenden:
1. Nordkorea 2. Eritrea 3. Mauretanien 4. Saudi-Arabien 5. Türkei 6. Tadschikistan, 7. Vereinigte Arabische Emirate, 8. Russland, 9. Afghanistan, 10. Kuwait.

Die Länder mit den höchsten absoluten Zahlen an Sklaven/Zwangsarbeitenden und ca. 2/3 % der globalen Sklaverei sind:
1. Indien (ca. 11 Mio. Menschen), China (5,8 Mio.), Nordkorea (2,7 Mio.), Pakistan (2,3 Mio.), Russland (1,9 Mio.), Indonesien (1,8 Mio.), Nigeria (1,6 Mio.), Türkei (1,3 Mio.), Bangladesch (1,2 Mio.), USA (1,1 Mio.)[120]

Besonders vom Organhandel betroffene liefernde Länder sind: Indien, Pakistan, Kosovo, Philippinen.
Sexdienste gelten in Europa als größter Zweig moderner Sklaverei, der viele Frauen aus Osteuropa (besonders Ukraine, Rumänien, Bulgarien, Baltikum, Roma) und Afrika (Nigeria) betrifft, die in Westeuropa arbeiten und zur Tarnung zwischen den Staaten verschoben werden.

### Deutschland
Die Existenz von Sklaverei in Deutschland wurde lange bestritten, da es zur entsprechenden Zeit kein positives Sklavenrecht gab und Deutschland als Staat noch nicht formell existierte (Reichsgründung 1871). Die im Mittelalter und der Frühen Neuzeit weit verbreitete Leibeigenschaft wird Heute jedoch als Form der Sklaverei gleichgesetzt. Ferner benennen auch Wissenschaftler und Gelehrte Leibeigenschaft und Sklaverei gleichermaßen, so bspw. Karl Marx, Adam Smith in seinem Werk Wohlstand der Nationen oder Eric Williams in seinem Buch Capitalism & Slavery. Zur Hochzeit des atlantischen Sklavenhandels waren auch deutsche Kaufleute beim An- und Verkauf von Sklaven beteiligt, jedoch fuhren ihre Schiffe nicht unter Deutscher Seeflagge. Der von Großbritannien durchgesetzte Wiener Kongress von 1815 erwirkte das Verbot der Sklavenhaltung. In den 1820er und 1830er Jahren setzte die Royal Navy wiederholt hamburgische Schiffe fest, die illegal Sklaven nach Brasilien verschleppen wollten. Im Jahr 1837 trat Hamburg schließlich dem Vertrag zur Abschaffung der Sklaverei bei.
Die Zwangsarbeit in der Zeit des Nationalsozialismus wurde in den Nürnberger-Prozessen als „slave labour programme“ bezeichnet und bildete einen der zentralen Anklagepunkte. Zahlreiche Akteure des NS-Regimes, darunter Albert Speer, wurden u. a. wegen der Versklavung der Zwangsarbeiter verurteilt. Der Vergleich der Vorgehensweise deutscher Unternehmen mit klassischen Sklavenhaltern unterstützte schließlich auch die Geschädigten nicht nur in den Entschädigungsprozessen. Hans Frank (1900–1946), Generalgouverneur in Polen, verkündete 1939: „Die Polen sollen die Sklaven des Großdeutschen Weltreiches sein“. Die systematische Ausbeutung von über 13,5 Millionen Menschen ähnelte anderen historischen und aktuellen Formen der unfreien Arbeit im Sinne des Sklaverei, allerdings mit dem Unterschied, dass der Tod vor allem jüdischer Zwangsarbeiter in den KZs vorgesehen war. In den Jahrzehnten danach wurden diese Geschehnisse als „Fremdarbeit“ relativiert, erst um 1990 wurde die damals geschehene Zwangsarbeit wieder als Sklavenarbeit benannt.
Zur modernen Sklaverei werden Zwangsarbeit, Zwangsprostitution, Schuldknechtschaft, Zwangsheirat und Kinderausbeutung (Kinderarbeit, Kinderprostitution) gerechnet. 2016 identifizierte die Polizei 536 Fälle von Zwangsarbeit, illegaler Prostitution und Kinderarbeit in Deutschland. Der Global Slavery Index geht davon aus, dass es in Deutschland (2016) etwa 167.000 moderne Sklaven gibt.

### Japan
Siehe den Artikel Trostfrauen zur Zwangsprostitution besonders von Koreanerinnen im Zweiten Weltkrieg.